# Boucau Tarnos Stade
Pour les articles homonymes, voir BTS.
 (septembre 2022).
La mise en forme du texte ne suit pas les recommandations de Wikipédia : il faut le « wikifier ».
Les points d'amélioration suivants sont les cas les plus fréquents. Le détail des points à revoir est peut-être précisé sur la page de discussion.
- Les titres sont pré-formatés par le logiciel. Ils ne sont ni en capitales, ni en gras.
- Le texte ne doit pas être écrit en capitales (les noms de famille non plus), ni en gras, ni en italique, ni en « petit »…
- Le gras n'est utilisé que pour surligner le titre de l'article dans l'introduction, une seule fois.
- L'italique est rarement utilisé : mots en langue étrangère, titres d'œuvres, noms de bateaux, etc.
- Les citations ne sont pas en italique mais en corps de texte normal. Elles sont entourées par des guillemets français : « et ».
- Les listes à puces sont à éviter, des paragraphes rédigés étant largement préférés. Les tableaux sont à réserver à la présentation de données structurées (résultats, etc.).
- Les appels de note de bas de page (petits chiffres en exposant, introduits par l'outil «  Source ») sont à placer entre la fin de phrase et le point final[comme ça].
- Les liens internes (vers d'autres articles de Wikipédia) sont à choisir avec parcimonie. Créez des liens vers des articles approfondissant le sujet. Les termes génériques sans rapport avec le sujet sont à éviter, ainsi que les répétitions de liens vers un même terme.
- Les liens externes sont à placer uniquement dans une section « Liens externes », à la fin de l'article. Ces liens sont à choisir avec parcimonie suivant les règles définies. Si un lien sert de source à l'article, son insertion dans le texte est à faire par les notes de bas de page.
- La présentation des références doit suivre les conventions bibliographiques. Il est recommandé d'utiliser les modèles {{Ouvrage}}, {{Chapitre}}, {{Article}}, {{Lien web}} et/ou {{Bibliographie}}. Le mode d'édition visuel peut mettre en forme automatiquement les références.
- Insérer une infobox (cadre d'informations à droite) n'est pas obligatoire pour parachever la mise en page.

Pour une aide détaillée, merci de consulter Aide:Wikification.
Si vous pensez que ces points ont été résolus, vous pouvez retirer ce bandeau et améliorer la mise en forme d'un autre article.
 (juillet 2025).
Maillots
Actualités
Le Boucau Tarnos Stade est un club de rugby à XV français basé à Boucau et qui joue régulièrement à Tarnos où sur son stade Piquessary situé à Boucau. Il évolue actuellement en Fédérale 2. Fondé en 1907, le club s'appelle le Boucau Stade jusqu'en 1989, date à laquelle le nom de la ville de Tarnos y est inclus.
Actuellement, le club est plus reconnu pour sa capacité à fonctionner avec des joueurs issus de son école de rugby que pour la qualité de sa formation. Véritable acteur social, culturel et sportif, le Boucau Tarnos Stade a un véritable rôle de lien social et sportif au sein d'une population de 18 000 habitants.

## Histoire
Le Boucau Tarnos Stade s'est toujours appuyé sur la formation par le biais de son école de Rugby qui fut longtemps reconnue comme l'une des meilleures « pépinières » de France.
Par le passé, ce club qui s'appelait : le Boucau Stade, était réputé pour son jeu d'avant et son terrain fétiche : le Stade Piquessary.
Ce stade, situé en haut d'une colline qui surplombe l'embouchure de l'Adour, avait la particularité d'être très sablonneux. Les équipes adverses qui n'avaient pas l'habitude de jouer sur un tel terrain connaissaient les pires difficultés pour développer leur jeu.
Mais il serait faux de ne retenir que cette « excuse » pour expliquer les nombreuses défaites des adversaires venant défier les Boucalais sur leur terre.
En effet, les joueurs de Boucau ont toujours eu la réputation d'être dur au mal, arborant le maillot noir, dont la couleur rappelait la fumée des cheminées des Forges de l'Adour, ils ne se laissaient pas compter à domicile, où ils firent chuter les plus grands clubs de l'époque.
Portés par un public chauvin et très proche de ses joueurs (autre particularité de « Pique » où le public est à quelques mètres de l'aire de jeu), les « Forgerons » (surnom donné aux joueurs de l'équipe de Boucau) décevaient rarement leurs supporters.
Le BS, ayant des moyens modestes, fut souvent pillé par des grands clubs des environs (Biarritz, Mont-de-Marsan mais surtout Bayonne) mais aussi, de plus lointains : Bagnères, Bègles, Agen, Carcassonne, Vienne et des équipes de jeu à XIII (Roanne et Carcassonne).
Le Boucau Stade a connu deux périodes « dorées ».
D'abord dans les années 1920 et 1930 où le club cumule près de 16 saisons en 1re division.
Ensuite dans les années 1970 et 1980 où le Boucau Stade réussit la gageure de se maintenir vingt-et-une saisons au plus haut niveau et cela malgré les « saignées » faites, surtout, par le voisin bayonnais.
Au gré des effectifs et des générations, le BS (devenu BTS) a effectué plusieurs allers-retours entre la 1re et la 2e division, voire la 3e division (niveau le plus bas qu'il a atteint).

### Les années 1907-1910: les pionniers
- 1907 : Au lendemain des Jeux Olympiques ressuscités en 1896, par le baron Pierre de Coubertin, le sport devient un fait social très important. En 1898, un jeune instituteur, Jean Macé, né en Côte-d’Or, a l’idée de promouvoir un mouvement sportif populaire au sein des écoles laïques. Cette amicale « Jean Macé » fait tache d’huile et une section est créée à Bayonne Saint-Esprit au début du siècle. Une quarantaine de jeunes gens du Boucau, membres de cette amicale décident de former dans leur commune une section indépendante. À cet effet, ils se réunissent à l’école communale des garçons où Espelette, directeur de l’école publique du Boucau, les encourage dans leur projet et les assure de tout son concours. Une commission est chargée d’élaborer les statuts. Elle est composée de Bros, Sautier et Voisin et sous la conduite d'Espelette, elle présente son travail et le soumet à l’examen de l’assemblée générale qui les approuve tel quel. Ainsi naît, le 21 mars 1907, sous l'impulsion d'Espelette, l'Amicale boucalaise[1]. Les membres constituant le bureau, à savoir le président Charles Voisin, le vice-président Reigner, le secrétaire Sautier et le trésorier Bros sont présentés à l’assemblée générale, le 28 mars en ces termes par Espelette :

« Je suis persuadé que ce bureau jouit de la confiance et de la sympathie de l’unanimité des sociétaires. Je ne puis personnellement que vous féliciter de votre choix. Les membres du bureau s’acquitteront sans nul doute, avec tout le dévouement désirable, des fonctions dont vous avez bien voulu les charger. D’ailleurs leur rôle sera d’autant plus facilité que vous êtes tous animés du meilleur esprit de confraternité. Le nom même de l’association n’est-il pas synonyme d’entente, amitié sincère d’une famille agrandie ? Que chacun travaille donc à l’œuvre commune avec des sentiments de franche camaraderie et de cordialité et le succès de l’Amicale boucalaise est assuré. »

L’A.G. nomme ensuite Vergeat, Lombard et Daudignon pour constituer une commission dite de « propagande ».
- 1908 : première équipe de l’Amicale boucalaise : Duprat, J. et F. Harcaut, F. Bergeze, Pihion, A. et P. Millos, Dordezon, Ch. Voisin, Deyries, R. Dussart, Autesserre, Favorin, Etcheto, Chartron.
- 1909 : le 5 février 1909 la direction de l’Amicale boucalaise accepte pour l’une de ses sections la formation d’un bureau spécial pour les sports. Cette section prend le nom de Boucau Stade avec pour président Eugène Sautier et secrétaire Henri Espelette[1].
- 1911 : équipe première : F. Bergeze, A. et P. Millos, J. et F.Harcaut, Bidot, J. Larroquette, Elissalde, Latapy, Balmande, Autesserre, Espelette, Bassenave, Lahaye, Durroty, Magne.

### Les années 1920: les prémices d'un grand club formateur et les premiers exploits
- 1921-1922 : le club participe au championnat de première division. Trente clubs participent à ce championnat, répartis en 10 poules de trois et le vainqueur de chaque poule se qualifie pour les poules demi-finales de 5. Le Boucau se classe deuxième de la poule B derrière le Stade toulousain et devant le RC Chalon. À la fin de cette saison remarquable, et par manque de moyens (dont une promotion sociale limitée), le BS voit 11 joueurs émigrer sous d'autres couleurs (Dont 6 des 12 joueurs qui participent à la formation de la ligne d'avants, pour le Stade bagnérais[2] mais aussi, Jean Etcheberry pour le CS Vienne et Jean Castets pour le RC Toulon)[3].
- 1922-1923 : le club se retrouve dans la poule A du championnat avec le Stade toulousain, le FC Grenoble, le CA Bègles et le SU Agen. Le club se classe à la quatrième place et n'est pas qualifié pour les demi-finales[4],[5]. La saison (1922) est remarquable mais la promotion sociale étant limitée, onze joueurs émigrent. Preuve de la vitalité du club, celui-ci repart de plus belle pour une saison en 1re Division avec comme point d'orgue, l'exploit de tenir en échec le Grand Stade toulousain (appelé « la Vierge Rouge » plusieurs fois Champion de France en 1922, 1923, 1926 et 1927) 0 à 0 sur son terrain « fétiche » de Piquessary. Mais une fois encore, l'équipe est « démembrée » avec toute la ligne de 3/4 qui se disperse[2] mais aussi, de Bédère (le grand capitaine de l'équipe Championne de France en 1930) et Dupuis, suivis par le futur international à XV et XIII, l'avant Jean Duhau[3].

| Poste            | Joueurs                               |
| 1re ligne        | Minvielle, Réal, Desperriez           |
| 2e ligne         | Domengine, Bédère (cap)               |
| 3e ligne         | Dupuis, Lissayou, J.Forçans           |
| demi de mêlée    | Tuquet                                |
| demi d'ouverture | Tauzin                                |
| 3/4              | Duclaux, Elichondo, Castillon, Saldou |
| arrière          | Gestède                               |

- 1923-1924 : Très certainement en 2e Division (mais Champion de Côte basque)
- 1924-1925 : nouvelle participation en première division baptisée dorénavant Excellence alors qu'il est connu auparavant comme la première série. Sept nouveaux clubs font leur apparition dans ce championnat Excellence dont le Boucau Stade (en tant que champion de Côte basque la saison passée). Le Boucau est placé dans la poule F en compagnie du RC Narbonne, du Racing CF, du SO Avignon de l'US Cognac. Le club finit à la quatrième place.
- 1925-1926 : nouvelle saison en première division. Le championnat met aux prises 36 équipes réparties en 12 poules de 3. Chaque équipe rencontre ses adversaires une seule fois (pas d'aller-retour), 3 points pour une victoire, 2 pour un nul et 1 pour une défaite. Le premier de chaque poule se qualifie pour les poules de quarts de finale. Le club se retrouve dans la poule J avec l'AS Carcassonne et le SA Bordeaux. Il termine à la troisième place.
- 1926-1927 : participation à la première division qui met aux prises 40 équipes réparties en 8 poules de 5. Les deux premiers de chaque poule se qualifient pour les poules de quatre. Chaque équipe rencontre ses adversaires une seule fois (pas d'aller-retour), 3 points pour une victoire, 2 pour un nul et 1 pour une défaite. Le Boucau est dans la poule H avec l'US Quillan, le Racing CF, le Lyon OU et le SC Mazamet. En terminant dernier de sa poule, le BS redescend en deuxième division.
- 1927-1928 : 2e Division
- 1928-1929 : Le BS retrouve la première division[6]. Il est versé dans la poule E avec Bègles, Béziers, Saint Girons et le Stade français Paris. Le BS sort de cette poule de 5 et se qualifie pour la poule de 3 qui permet de désigner les qualifiés pour les 1/4 de finale. Il est opposé à Lézignan et Grenoble mais n'arrive pas à se qualifier. Malgré cela, le club boucalais s'installe durablement dans l'élite du rugby français. Durant cette saison, le BS crée l'exploit de battre, à Piquessary, le Stade français 8 à 0.

| Poste            | Joueurs                                 |
| 1re ligne        | J.Diez, A.Rambau, H.Begue               |
| 2e ligne         | J.Dupuis, J.Lousse (cap.)               |
| 3e ligne         | J.Forsans, J.Duprat, H.Sarraute         |
| demi de mêlée    | G.Labadie                               |
| demi d'ouverture | H.Menjuzan                              |
| 3/4              | A.Larroudé, J.Fort, A.Peyroux, E.Duffau |
| arrière          | Sautier                                 |

### Les années 1930: une période dorée avec une installation durable en première division
- 1929-1930 : première division. Le championnat met aux prises 40 clubs répartis en huit poules de cinq. Les trois premiers de chacune de ces poules se sont qualifiés pour 8 poules de 3. le club est dans la poule de Bordeaux, Perpignan, Roanne et Tarbes. Le BS se maintient en première division mais ne se qualifie pas pour la suite de la compétition.
- 1930-1931 : 1re division. Le championnat a mis aux prises 40 clubs réparties en huit poules de cinq. Cette saison est particulière puisque 12 clubs parmi les plus prestigieux sont exclus du championnat de France et forment l’UFRA (Union française de rugby amateur) qui organise son propre tournoi. Le club boucalais se retrouve dans la poule G avec Albi, Brive, le CASG Paris et le Lyon OU. Le BS; qui est Champion de Côte basque, se qualifie pour les poules de 3 où il est opposé à Béziers et Bègles. Pour la première fois de leur histoire, les Forgerons sortent de cette poule et se qualifient pour les quarts de finale contre Narbonne à Toulouse, le 26 avril 1931 où ils sont éliminés 6 à 0 (2 essais marqués par les Narbonnais). Le groupe de joueurs pour cette saison est composé de J. Fort, J. Sese, E. Duffau, Lalanne, J. Duprat, H. Begué, J. Dauga, S. Londaïtsbéhère, A. Rambau, A. Dupré, L. Peyroux, H. Menjuzan, H. Sarraute, A. Labastie, A. Tardits, Dubois, M. Gonzalez.
- 1931-1932 : première division. Le championnat a mis aux prises 40 équipes réparties en huit poules de cinq. Pour la deuxième saison, le championnat se déroule sans les clubs de l’Union française de rugby amateur qui organise son propre tournoi. Aux 12 dissidents de l’année précédente se sont joints le Stadoceste tarbais et l’US Narbonne. Le BS (Champion de Côte basque) est versé dans la poule G en compagnie de Auch, Hendaye, Perpignan de l'US Quillan. Pour la seconde fois consécutive, le club se qualifie pour le tour suivant poules de 3 où il retrouve Gujan Mestras et Pézenas. Mais il ne se qualifie pas cette fois-ci pour les quarts de finale. Cette saison-là les Juniors Reichel disputent, le 24 avril 1932, à Libourne, la finale du championnat de France contre Montferrand, perdu 6 à 0. Le groupe de la finale est composé de J. Désarménien, Baron, M. Forçans, D. Barreigt, R. Hiriart, A. Vergez, R. Cugny, J. Capdeville, Henri Sanz, E. Millox, Félix Bergèse, J. Gonsalez, L. Lassus, P. Duprat, R. Haurieu, entraîneur : Cazaurang et Dicharry.
- 1932-1933 : première division. Le club boucalais est dans la poule A avec Albi, Auch, Pamiers, Pau, Soustons, Tarbes, le TOEC et Tyrosse. Le BS qui est Champion de Côte basque termine en tête de sa poule. Après avoir battu Pau, il est qualifié pour les demi-finales du Championnat de France. Mais, le lendemain, une décision de la FFR (qui s'appuie sur un règlement qui venait d'être modifié) prive le BS de cette qualification. Pourtant, au dire de tous le BS avait le potentiel et l'équipe pour décrocher le titre suprême[note 2]. L'équipe est composée cette saison-là de Arrancet, Albert Rambaud, Lartigue, Ardin Dupuy, Vincent Mabillet, Henri Audurau (cap), Joseph Duprat, Étienne Dufau, E. Millox, Paul Duprat, A. Larroudé, Félix Bergèse, Paul Bergèze, Henri Sanz, Jules Fort. Font aussi partie du groupe : Eugénie, Gaston Serez, Gonzalez, Roger Pouy, Sarraute et Marcel Forçans[note 3].
- 1933-1934 : première division. La saison débute par un AS Bayonne-BS au stade Joseph-Compan, le 22 octobre 1933[7]. L'équipe annoncée pour le B.S. est composée de Jules Fort ; Henri Sanz, Félix Bergèse, Lassus, Larroudé ; (o) Paul Duprat, (m) Millox ; Henri Audurau, Joseph Duprat (cap.), Peyresaubes, Haurieu ; Forsans, Dupin, Dupuy ; Arhancet, Rambaud, Lartigue, Léta[7]. Bayonne s’impose difficilement par une transformation d’écart : 13 pts à 11 (3 essais et 2 transformations pour l'AS.Bayonne contre 3 essais (Millox, Audurau, Lassus) 1 transf. (Larroudé) pour le BS)[7].
- 1934-1935 : 1re Division. Poule : AS Bayonne, Tarbes, Bègles et Agen[8]. Le BS, gagne contre l'ASB à Piquessary 5-0 (1 essai : Forsans, 1 transf. : Larroudé)[8]. Le BS remporte la Coupe du Mérite.
- 1936-1937 : 1re Division. Poule : AS.Bayonne, Cognac, Auch et Stade français[9].
- 1938-1939 : 1re Division. Poule : AS.Bayonne, St Jean de Luz[9]. Victoire contre l'AS. Bayonne et à Bayonne 3 à 0 chaque fois : à Pique, 1 essai de Biarrotte et à St-Léon, un essai du jeune Fontagnié qui tombera quelques jours plus tard sous les balles allemandes[9]. Le BS se qualifie pour les 1/4 de finale qu'il perd 9 à 5 devant Agen à Béziers. Le groupe de joueurs pour cette saison : H. Calbète, A. Tarditz, H. Sarraute, M. Forçans, L. Lassus, J. Begué, J. Grocq, A. Labat, H. Hargous, C. Biarrotte, P. Ditcharry, S. Carvalho, A. Dupreuilh, G. Rey, J. Fontaniè, J. Duboy, J. Désarménien, P. Corrihons, F. Calbète (à noter qu’il reste 3 anciens juniors (L. Lassus, J. Désarménien et M. Forçans) ayant disputé la finale du Championnat de France de leur catégorie en 1932).

### Les années 1940: la Seconde Guerre mondiale et l'exode des meilleurs éléments
- de 1940 à 1942, il n'y aura pas de Championnat de France de Rugby « officiel » du fait de la Seconde Guerre mondiale. À sa place était organisée sur la Côte basque une coupe (appelé la Coupe des XV) regroupant les équipes de Dax, Boucau, Soustons, Tyrosse, Saint-Jean-de-Luz, Hendaye, Biarritz et Bayonne[10].

Lors de l'hiver 1941, à Piquessary, le BS l'emporte 12 à 9 devant l'Aviron bayonnais de Jean Dauger  revenu du rugby à XIII.
- 1942-1943 : le BS remporte la Coupe des XV (au goal average général) en faisant match nul avec Bayonne (qui était champion de France). Au match aller, dans son stade Piquessary, les noirs l'emportent 8 à 3.

| Poste            | Joueurs                                          |
| 1re ligne        | Fernard Berhondo, Martin Martin, Maisonnave      |
| 2e ligne         | Sancet, Foncillas                                |
| 3e ligne         | Germain Calbète (cap), Manolo Perez, Camy Sarthy |
| demi de mêlée    | P. Harcaut                                       |
| demi d'ouverture | Grégoire Rey                                     |
| 3/4              | Perse, Labourdette, J. Gimenez, Rodriguez        |
| arrière          | J. Gonzalez                                      |

Carvallo, Palborey et Arcdat font partie de l'effectif mais n'ont pas disputé cette rencontre. L'encadrement était constitué de Lafourcade (manager), Laretche (entraîneur), Gonzalez (soigneur) et Corrihons (dirigeant).
- 1943-1944 : retour en première division. Le BS est leader de sa poule de 8 avec Lourdes et termine 6e club de France[3]. Année faste puisqu'une superbe génération de Juniors fait son apparition. D'abord champions de Côte basque 5 à 0 devant Dax, ils continuent leur aventure en championnat de France. En 8e, les Juniors du BS éliminent Aire/Adour 11 à 3. En 1/4 c'est Cognac qui fait les frais de l'équipe boucalaise : 56 à 0. La 1/2 est plus disputée mais remportée 3 à 0 devant Nantes. Enfin, à Toulouse, les Juniors Reichel perdent la finale du Championnat de France contre Carcassonne 11 à 6.

| Poste            | Joueurs                                    |
| 1re ligne        | P. Pécastaing, Laxague, Harcaut            |
| 2e ligne         | J. Gonzalez, P. Etcheverry                 |
| 3e ligne         | Dolon (cap), Velez, R. Bisbau              |
| demi de mêlée    | G. Domangé                                 |
| demi d'ouverture | J. Gonzalez                                |
| 3/4              | J. Maton, A. Lassalle, P. Lafond, M. Linxe |
| arrière          | Félix Martin                               |

Par la suite de nombreux joueurs vont (encore) quitter les bords de l'Adour pour des clubs « plus riches » à XV ou à XIII. Le club va alors décliner lentement.
- 1946-1947 : retour en première division et descente immédiate à la fin de la saison en 2e Division. (1re Phase : Poule : Asptt, Fumel, St Jean de Luz).
- 1947-1948 : deuxième division
- 1948-1949 : 2e ou 3e division.

### Les années 1950: les aller-retour entre la deuxième et la première division
- 1949-1950 : Descendu en 3e Division (Excellence B) le BS tutoie les sommets cette saison-là et gagne le 1er titre de Champion de France de l'histoire du club. Terminant 1er de sa poule, le BS élimine, en 16e, Parthenay 14 à 0 à Langon. Puis en 8e c'est au tour de Roquefort de subir la loi des « Forgerons », 6 à 0, à Peyrehorade. En quart, dans un match « rugueux » Puyoo est dominé 6 à 0 toujours à Peyrehorade. En 1/2 Finale c'est au tour de Beaumont de Lomagne (de Robert Barran) de défier le BS à Lourdes. 0 à 0 après prolongation, les Noirs sont quittes pour rejouer ce match le dimanche suivant (toujours à Lourdes). Les Noirs font un festival offensif en marquant 4 essais (12 à 0) grâce aux avants boucalais qui firent la loi. Enfin, en finale, à Guéret, le Sport Automobile Lyonnais est battu par le BS 6 à 0 grâce à un drop de Perse (45e) et à un essai du futur international, Robert Baulon[3] sur interception (55e). Au Boucau, les nombreux supporters qui n'ont pas pu faire le long déplacement attendent avec impatience le résultat à la radio. Le verdict tombe vers 18 heures mais en annonçant une victoire lyonnaise. C'est donc une déception dans la ville, mais celle-ci est passagère car quelqu'un accourt pour porter la bonne parole à la suite d'un coup de téléphone de Guéret expliquant que le speaker s'est trompé[11]. On retrouve dans l'équipe victorieuse cinq joueurs qui, en 1943, ont remporté la Coupe des XV avec le BS. Le dimanche suivant, le BS (pour fêter son titre) joue contre le Biarritz olympique et ses internationaux en match amical. Porté par un nombreux et bruyant public les Noirs l'emportent à Pique 10 à 9 (2 essais de Luc et Perse et 2 transformations de Cassagne contre 2 essais et une pénalité).

| Poste            | Joueurs                                |
| 1re ligne        | F.BERHONDO, LAPEYRE, P.PéCASTAING      |
| 2e ligne         | COMTE, G.BRASSAT                       |
| 3e ligne         | Robert BAULON, G.HARGOUS, Manolo PEREZ |
| demi de mêlée    | François FONCILLE                      |
| demi d'ouverture | PERSE                                  |
| 3/4              | LUC, J.GIMENEZ, G.LARTIGUE, A.CASSAGNE |
| arrière          | Armand NAUSSY                          |

- 1950-1951 : 2e division. Le BS continue sa remontée et profite de la dynamique de son titre de 3e Division pour disputer, dans la foulée, une 1/2 finale de 2e Division à Auch contre Port-Vendres perdu à la suite du règlement après un match nul 0 à 0. Malgré cette défaite, le BS retrouve le plus haut niveau : La 1re Division.
- 1951-1952 : 1re division. Poule : Tarbes, St Jean de Luz, Biarritz, Pau, Marmande, Tyrosse et Soustons. Aucune victoire, 1 nul contre Pau à Pique, mais le BS se maintient.
- 1952-1953 : 1re division. Poule : Mont de Marsan (qui sera finaliste cette saison-là), St Jean de Luz, Toulouse, Nantes, La Rochelle, Biarritz et Tulle. Mont de Marsan et Toulouse l'emportent à Piquessary. Le BS l'emporte à Biarritz et fait match nul à St Jean de Luz.
- 1953-1954 : 1re division. À la suite d'un championnat raté (1 seule victoire contre Castres en 10 rencontres) le BS quitte la 1re Division pour retrouver la 2e Division. Poule : Auch, Lavelanet, Castres, Biarritz et Montferrand.
- 1954-1955 : 2e division
- 1955-1956 : 2e division
- 1956-1957 : 2e division. Le BS retrouve des couleurs et de l'ambition. Qualifié pour le Championnat de France, le BS élimine successivement : Châteaurenard en 16e (5 à 0), Poitiers, à Gujan-Mestras en 8e (3 à 0), Bourg en Bresse en 1/4 de Finale (11 à 6) mais est battu par Bellegarde (à Limoges) en 1/2 Finale de 2e Division (perdue 11 à 3). À la suite de cette défaite, le BS aurait dû retrouver la 1re division, puisqu'à l'époque les 4 vainqueurs des quarts de finale accédaient à l'échelon supérieur. La fin de match, contre Bellegarde, fut houleuse et l'arbitre (accusé d'avoir favorisé cette équipe) fut pris à partie par des boucalais présent au match. Aussi, devant de tels comportements, la FFR refusa la montée du BS en le rétrogradant en 2e Division et en sauvant le CA Bègles d'une descente à l'échelon inférieur[12].

Cette sanction renforça le sentiment d'injustice du club. Le président de l'époque (Jean Elichondo) usa de toute son influence et de son autorité pour le que BS reste dans le giron du XV, puisqu'une grande partie des dirigeants souhaitaient se tourner vers la fédération de rugby à XIII. De son côté Bellegarde perdra la Finale de 2e division 20 à 5 contre le CA Brive et refusera la montée au profit du Lyon OU, un club plusieurs fois Champion de France par le passé.
Les sauvetages du CA Bègles et du Lyon OU, dans l'élite du rugby Français, renforça l'idée, chez beaucoup de supporters boucalais, que la FFR avait privilégié les grands clubs au détriment du BS, considéré à l'époque, comme un « petit club » et renforcé par la même le sentiment d'injustice.
- 1957-1958 : 2e division. Sur la lancée de la saison passée, et parce que le sentiment d'injustice est toujours très présent dans le club, le BS réalise une saison parfaite avec pour unique but : monter en 1re division, ce que la FFR lui avait refusé à la suite des incidents de la saison passée.

Aussi, le BS atteint la finale de 2e Division face à Bourg en Bresse à Tulle. Les « Noirs » perdent cette finale 16 à 5 après prolongation mais retrouvent la 1re division. Pour ce faire, les Noirs éliminent, en 16e Rieumes, puis en 8e Moissac (11 à 8). En 1/4 de finale Albi (8 à 0) à Agen, puis Saint-Claude (6 à 5) en 1/2 finale à Montluçon.
| Poste  | Joueurs                                                                               |
| Avants | Manolo Perez, Cadanes, Larroudé, Paillaugue, Brouzeng, Dartigoueyte, Herrero, Lassus. |
| 3/4    | Escalante, Crampe, Duclaux, Elichondo, J.Lassus, Tarditz, Betbedat.                   |

- 1958-1959 : 1re division. Poule : Pau, Romans, Aurillac, Bayonne, St Girons, Mont de Marsan et Tarbes. Le BS se maintient en 1re Division malgré 3 victoires (Pau, Aurillac et St Girons à Pique), 3 nuls (Romans à Pique et St Girons et Romans à l'extérieur) et 8 défaites en 14 rencontres.

| Poste  | Joueurs                                                                                            |
| Avants | Castagnet, J.Lassus, Herrero, Dartigoueyte, Brouzeng, Paillaugue, Larroudé, Cabanes, Manolo Perez. |
| 3/4    | Escalante, Crampe, Duclaux, Elichondo, J.Lassus, Tarditz, Batbedat.                                |

### Les années 1960: la descente en troisième division et le début de la remontée vers les sommets
En 10 saisons, le Boucau Stade va passer de la 1re division (1960) à la  3e division (appelé Excellence) (1965 à 1967). Cette descente « aux enfers » va permettre à chacun, dans le club, d’avoir une réelle prise de conscience afin de retrouver les sommets. Ce renouveau va comme toujours s’appuyer sur la formation et les équipes de jeunes du club boucalais. Ainsi en 1964, les Juniors Reichel du BS atteignent les 1/2 Finale du championnat de France où ils sont éliminés par le Racing club de France 14 à 0 à Pompadour et en 1967, les juniors sont champions de Côte basque. Cette relève de qualité va permettre dans un 1er temps au BS de revenir en 2e division (appelé Fédérale), puis la décennie suivante, grâce à l’apport d’autres équipes de jeunes de qualité, de retrouver et de se stabiliser durablement en 1re division pour un bail de plus de 20 ans.
- 1964-1965 dans le 3e division (Excellence) le club boucalais se maintient à ce niveau mais ne parvient pas à remonter en Fédérale (2e division), objectif  du club.
- 1965-1966 toujours en 3e division (Excellence) le BS se maintient à ce niveau. Il se qualifie pour les phases finales du championnat de France mais est éliminé en 8e de finale par Mâcon 6 à 3.
- 1966-1967 3e saisons de suite en 3e division (Excellence). Le BS est versé dans la poule régionale composéede Soustons, Salles, Tartas, Arcachon, Parentis, Roquefort et Morcenx. Après s’être qualifié de cette poule à consonance Landaise et Girondine, les forgerons éliminent Prades à Montréjeau, en 1/4 de finale. Mais en 1/2 de finale du championnat de France, les noirs sont éliminés par Vic-Fézensac 10 à 8. Néanmoins, le club boucalais remonte en Fédérale (2e division)  objectif recherché par le club.

La même saison les Juniors Reichel du BS, entraînés par l’ancien champion de France de 3e division aves les noirs en 1950, Naussy, remportent le championnat de Côte basque.
| Saison    | Division    | Commentaire                          |
| --------- | ----------- | ------------------------------------ |
| 1967-1968 | 2e division | 8e de finale perdu 6 à 3 contre Nice |
| 1968-1969 | 2e division | pas qualifié                         |

### Les années 1970: le retour en première division
En 1970, le club boucalais connaît l'une de ses plus belles saisons. Bien lancé par une victoire à Salles le Boucau Stade joue la finale de deuxième division. Mieux, après dix ans d'absence, le club retrouve la première division qu'il avait quittée en 1960. Cette montée préfigure le plus long bail dans l'élite de l'histoire du club puisqu'il s'installe durablement pendant près de 21 saisons à ce niveau. De 1970 à 1979, durant les neuf premières saisons de cet âge d'or du club, le Boucau Stade obtient deux qualifications en seizième de finale et une finale de coupe nationale. Mais surtout, les Cadets du clubs (équipe des moins de 16 ans) remporte le titre suprême de champion de France de sa catégorie en 1972. Mieux, ils réalisent un doublé, en remportant la même saison, la Coupe Coulon. Cette génération prometteuse intègre très vite l'équipe première, ce qui permet au club de s'installer durablement en première division.

### Les années 1980: la stabilisation en première division
Les excellents résultats des équipes de jeunes du Boucau Stade, lui permette de se stabiliser durablement dans l'élite du rugby français. Les anciens Cadets Champions de France en 1972 sont arrivés à maturité et une génération prometteuse, quart finaliste Cadets et finaliste de la Coupe Coulon en 1978 arrivent en équipe première. Le BS connaît ses dix plus belles saisons en première division avec quatre qualifications pour les seizièmes de finale mais aussi trois Challenge de l'Espérance et un titre de Champion de France de Nationale B.
Mais à partir de la deuxième partie des années 1980, subissant le contrecoup du déclin économique et de la mise en place de l'élite, par la FFR, le BS commence à reculer dans la hiérarchie nationale, réalité renforcée par les départs massifs (chaque saison) de ses meilleurs joueurs et espoirs et malgré un 1/4 de finale du championnat de France Juniors disputé en 1984.
| Saison    | Division               | Commentaire                                                                        |
| 1979-1980 | 1re division, groupe A | 8e de poule. 16e de finale du championnat de France perdue 21 à 3 contre Bagnères  |
| 1980-1981 | 1re division           | 2e de poule. 16e de finale du championnat de France perdue 15 à 12 contre Brive    |
| 1981-1982 | 1re division           | 5e de poule. 16e de finale du championnat de France perdue 15 à 13 contre Aurillac |
| 1982-1983 | 1re division, groupe A | 7e de poule                                                                        |
| 1983-1984 | 1re division, groupe A | 7e de poule                                                                        |
| 1984-1985 | 1re division, groupe A | 6e de poule. 16e de finale du championnat de France perdue 17 à 9 contre Brive     |
| 1985-1986 | 1re division, groupe A | 8e de poule                                                                        |
| 1986-1987 | 1re division, groupe A | 9e de poule                                                                        |
| 1987-1988 | 1re division, groupe B | 6e de poule                                                                        |
| 1988-1989 | 1re division, groupe A | 8e de poule                                                                        |

En 1988, le Boucau Stade modifie son nom en incluant celui de la ville de Tarnos. Il s'agit là d'une reconnaissance pour cette cité qui a toujours soutenu le club de rugby local. De plus, en construisant un nouveau stade, l'intercommunal devenu depuis le stade André Maye, dans cette commune limitrophe, le Boucau Stade et son président Lucien Lassalle souhaite réparer une injustice de plusieurs dizaines d'années tout en dotant le club d'un stade moderne et confortable. Voici en quels termes le président Lassalle présente ce changement de dénomination :

« Ainsi est mis en lumière le nom Tarnos associé à parts égales au nom de Boucau. Voilà donc réalisé dans les faits ce qui existait dans les cœurs depuis 80 ans. Les deux villes sœurs Boucau et Tarnos auront donc un club de rugby de 1re division, un club qui à l’image de l’école de rugby ne demande qu’à progresser, à rassembler, pour devenir un club encore plus grand ; il en aura les moyens, en tout cas, il en a la volonté. Le Boucau Stade n’est plus, mais le Boucau Tarnos Stade bien dans la même tradition avec les mêmes principes de loyauté sportive vous fera connaître, j’en suis sûr, de grandes joies sur le magnifique terrain inter-municipal. Merci à tous et à très bientôt. »

Ainsi naît le Boucau Tarnos Stade, après un vote massif des membres actifs du club le 25 mars 1988 dans la salle de l’Apollo du Boucau, mais officiellement le 12 août suivant lors d'une réception et d'un match amical contre l'Aviron bayonnais.

### Les années 1990: fin de l'âge d'or et installation durable en deuxième division
Le Boucau Tarnos Stade quitte la première division après 21 saisons passées au plus haut niveau pour revenir au deuxième échelon national. D'abord, à cause de l'avènement du professionnalisme qui condamne les équipes de rugby des petites villes qui n'ont pas les moyens de suivre la surenchère économique. Ensuite, le BTS n'a pas d'aussi bons résultats au niveau des équipes de jeunes et quand il y a des individualités au-dessus du lot, ces dernières quittent le club dès les juniors où après une saison en équipe première, ce qui ne lui permet pas de profiter de leurs talents pour rester à ce niveau. Enfin, le BTS n'anticipe pas la fin d'une génération exceptionnelle et n'a pas de relève de ce niveau. Durant cette période, le club boucalais connaît dix saisons avec des hauts et des bas marquées par des aller-retour entre la première et la deuxième division. Le club connaît notamment une finale de deuxième division en 1994 perdue 23 à 9 contre Peyrehorade. C'est la troisième après celles de 1958 et 1970.
L'arrivée du professionnalisme 1995 et la modification des divisions par la FFR et la LNR éloigne encore plus le BTS du plus haut niveau. Ne pouvant plus suivre économiquement, le club fait le deuil d'un passé glorieux, qui semble aussi lointain qu'inaccessible.
| Saison    | Division               | Commentaire |
| 1989-1990 | 1re division, groupe B | 7e de poule |
| 1990-1991 | 1re division, groupe B | 8e de poule. descente en 2e division |
| 1991-1992 | 2e division            | 6e de sa poule de 1re phase. 2e de sa poule de play-off. 16e de finale du championnat de France perdue contre le Stade bagnérais 37 à 7                                      |
| 1992-1993 | 2e division            | 1er de sa poule de 1re phase. 1er de sa poule de play-off. 8e de finale du championnat de France perdu 14 à 12 contre Sigean barrage de montée perdu 48 à 7 contre La Voulte |
| 1993-1994 | 2e division            | 1er de sa poule de 1re phase. 1er de sa poule de play-off. Finale du championnat de France perdue 23 à 9 contre Peyrehorade. Monte en 1re division, groupe B                 |
| 1994-1995 | 1re division, groupe B | 8e de sa poule en 1re phase. 4e de sa poule en 2e phase. Descente en 2e division                                                                                             |
| 1995-1996 | 2e division            | 6e de poule (pas qualifié) |
| 1996-1997 | 2e division            | 3e de poule (16e de finale du championnat de France perdu 12 à 11 contre Pamiers)                                                                                            |
| 1997-1998 | 2e division            | 1er de poule (1/4 de finale du championnat de France perdu 15 à 13 contre Hagetmau)                                                                                          |
| 1998-1999 | Nationale 1            | 10e de poule et descente en Nationale 2 |

### Les années 2000: aller-retour entre la Fédérale 1 et la Fédérale 2
Grâce au travail de bénévoles ayant repris le relais, la formation boucalo-tarnosienne reprend des couleurs dans les années 2000. Plusieurs finales (2000 et 2004), demies (2000, 2001, 2003 et 2004) et quarts de finale (2000, 2001, 2003 et 2004) chez les juniors du BTS récompensent l'investissement de tous ces éducateurs et dirigeants. Seul manque le titre suprême. Le résultat est l'arrivée de générations talentueuses et fidèles qui permettent au BTS de remonter en Fédérale 1 ou de décrocher un titre de champion de France de Fédérale 2 B avec l'équipe 2 en 2007. Mais en ne suivant pas la voie de nombreux clubs de Fédérale 1 qui recrutent sans se soucier de leur équilibre budgétaire, le club boucalais s'est fragilisé. Il voyage entre la Fédérale 2 et la Fédérale 1 au gré des bonnes ou moins bonnes saisons.
| Saison    | Division    | Commentaire |
| --------- | ----------- | --- |
| 1999-2000 | Nationale 2 | 2e de poule (8e de finale du championnat de France perdu 17 à 14 contre St Girons)                                                                |
| 2000-2001 | Nationale 2 | 4e de poule (éliminé en Barrage du championnat de France 25 à 24 par Salies de Béarn)                                                             |
| 2001-2002 | Fédérale 2  | 2e de poule (1/4 de finale du championnat de France perdue 24 à 20 contre St Sever). Montée en Fédérale 1                                         |
| 2002-2003 | Fédérale 1  | 8e de poule |
| 2003-2004 | Fédérale 1  | 7e de poule |
| 2004-2005 | Fédérale 1  | 11e de poule (descente en Fédérale 2) |
| 2005-2006 | Fédérale 2  | 4e de poule (8e de finale du championnat de France perdue 24 à 18 contre Nafarroa)                                                                |
| 2006-2007 | Fédérale 2  | 2e de poule (16e de finale du championnat de France perdue 8 à 6 contre Niort)                                                                    |
| 2007-2008 | Fédérale 2  | 3e de poule (1/4 de finale du championnat de France perdue aux tirs au but contre Aramits). Montée en Fédérale 1 à la suite d'un dossier à la FFR |
| 2008-2009 | Fédérale 1  | 7e de sa poule en 1re phase. 3e de sa poule de Play Down. Descente en Fédérale 2                                                                  |

### Les années 2010 et 2020: la Fédérale 2
Redescendu en Fédérale 2, le Boucau Tarnos Stade retrouve une division plus en rapport avec ses moyens budgétaires et humains. Il ne peut lutter à armes égales avec des clubs de Fédérale 1 employant d'anciens joueurs professionnels avec des budgets quatre à cinq fois supérieurs ou recrutant à crédit. Aussi la Fédérale 2 semble plus en adéquation avec ses moyens actuels. Cela n'empêche pas le  club d'être ambitieux et d'essayer de rejoindre le plus haut niveau amateur. Pour ce faire, il continue à s'appuyer sur les valeurs qui font sa force : intégration de joueurs issus de son école de rugby, budget en équilibre, dirigeant dynamique et compétent ; tout en essayant d'intégrer des joueurs issus d'autres clubs qui sont intéressés par le challenge boucalo-tarnosien.
Durant cette période, le BTS est descendu en Fédérale 3 en 2015, niveau où il avait joué la dernière fois en 1967. Cette descente fait l'objet d'un électrochoc. Le club se mobilise pour remonter dans la foulée. C'est chose faite en atteignant les huitièmes de Finale de Fédérale 3 où ils sont éliminés par le voisin Peyrehorade à Mouguerre dans un derby qui fera couler beaucoup d'entre à cause de l'arbitrage.
Revenu en Fédérale 2, le club ne se qualifie pour les phases finale que lors de la saison 2022, échouant de peu lors de la saison suivante 2023 en perdant la dernière journée à Mouguerre pour un match où seul le gagnant se qualifiait. Cette absence lors des phases finales pendant 6 saisons sur 7 effective de 2016 à 2024 montre, hélas, que le club Boucalo-Tarnosien marque le pas et est rentré dans le rang. 
A noter que lors des saisons 2020 et 2021 la pandémie de Covid-19 obligea la FFR à annuler le championnat alors que les Noirs semblaient bien partis pour se qualifier.
| Saison    | Division   | Commentaire |
| --------- | ---------- | --- |
| 2009-2010 | Fédérale 2 | 4e de poule (16e de finale du championnat de France perdue 9 à 6 contre le Pays Médoc)                         |
| 2010-2011 | Fédérale 2 | 5e de poule (pas qualifié)                                                                                     |
| 2011-2012 | Fédérale 2 | 2e de poule (8e de finale du championnat de France perdue contre le Stade Bagnèrais)                           |
| 2012-2013 | Fédérale 2 | 4e de poule (16e de finale du championnat de France perdue contre l'US Saint-Sulpice-sur-Lèze)                 |
| 2013-2014 | Fédérale 2 | 10e de la poule 7. Descente en Fédérale 3                                                                      |
| 2014-2015 | Fédérale 3 | 1er de poule (8e de finale du championnat de France perdue contre Peyrehorade sports). Remontée en Fédérale 2. |
| 2015-2016 | Fédérale 2 | 8e de poule de 10 (maintien, pas qualifié)                                                                     |
| 2016-2017 | Fédérale 2 | 7e de poule de 10 (maintien, pas qualifié)                                                                     |
| 2017-2018 | Fédérale 2 | 7e de poule de 12 (maintien, pas qualifié)                                                                     |
| 2018-2019 | Fédérale 2 | 9e de poule de 12 (maintien, pas qualifié)                                                                     |
| 2019-2020 | Fédérale 2 | Saison annulée à la suite du Covid 19                                                                          |
| 2020-2021 | Fédérale 2 | Saison annulée à la suite du Covid 19                                                                          |
| 2021-2022 | Fédérale 2 | 5e de poule (barrage (32e de finale du championnat de France perdu 33 à 23 à Layrac contre l'AS layracoise)    |
| 2022-2023 | Fédérale 2 | 7e de poule de 12 (maintien. pas qualifié)                                                                     |
| 2023-2024 | Fédérale 2 | 10e de poule de 12 (maintien, pas qualifié)                                                                    |
| 2024-2025 | Fédérale 2 | 10e de poule de 12 (maintien, pas qualifié)                                                                    |
| 2025-2026 | Fédérale 2 | |

## Palmarès

### Équipe première
| Compétition                          | Champion         | Finaliste        |
| Championnat de France de 2e division |                  | 1958, 1970, 1994 |
| Championnat de France de 3e division | 1950             |                  |
| Challenge de l'Espérance             | 1981, 1983, 1984 |                  |
| Challenge de l'Essor                 |                  | 2007             |

Autres titres:
- Coupe de l'Offensive Challenge de l'Essor 1971 et 2008.
- Finaliste Challenge Berden 1977
- Finaliste Coupe nationale 1979

### Équipe 2
Les équipes 2 du BTS ont remporté 2 titres de Champion de France (1982 et 2007) ce qui en fait les catégories les plus titrées du club. Cela s'explique par la volonté de pouvoir s'appuyer, quand c'est possible, sur des groupes homogènes, mélange d'anciens joueurs de l'équipe 1re mais aussi de jeunes prometteurs issus des équipes juniors du club ou n'ayant pas encoure le niveau pour évoluer plus haut. 2 périodes fastes se dégagent : les années 1980 et 2000. Ainsi, le BS s'est qualifié quatre fois consécutivement de 1980 à 1983 pour les phases finales de cette compétition avec la récompense suprême en 1982. Puis dans les années 2000, la "B" du BTS se qualifie six fois de 2002 à 2011 disputant au passage cinq quarts de finale, deux demi-finales, mais surtout le titre de champion de France en 2007.
- En 2002, la Fédérale B perd en 1/4 de Finale du Championnat de France contre Malemort.

- En 2005, la Nationale B est dominée (26 à 15) en 1/2 Finale par St Paul lès Dax à Bayonne. Cette rencontre est la "belle" entre 2 équipes qui s'étaient imposées chacune chez l'autre en poule. St Paul lès Dax l'avait emporté (12 à 14) à Tarnos, et le BTS avait gagné (0 à 22) chez les banlieusards Dacquois. Pour ce faire, la Nationale B du BTS élimine, à Louey Marquizat, Colomiers (10 à 8) en 8e de finale puis à Vic en Bigorre, Blagnac (18 à 9) en 1/4 de finale. Ce parcours remarquable pour cette équipe arrivée à maturité est plein d'espérance pour le club qui retrouve l'étage inférieur.

| poste                                      | joueurs |
| 1re ligne                                  | LANUSSE Sébastien, JUAN Sébastien, BESNARD Joël                                                                  |
| 2e ligne                                   | TOME BELMONTE David, GUILLETEAU Sébastien                                                                        |
| 3e ligne                                   | NIEUCEL Nicolas, LAFORCADE Christophe, ZARRA Anthony                                                             |
| demi de mêlée                              | SARDAIN Nicolas                                                                                                  |
| demi d'ouverture                           | BéHéRAIN Thomas                                                                                                  |
| 3/4                                        | DUPACQ Steve, TAILLENTOU Damien, GOURDON Yannick, DACHARRY Christophe                                            |
| arrière                                    | SISTIAGA Yoann                                                                                                   |
| Remplaçants                                | LAFOURCADE David, DUFIN Régis, BARAT Fabien, LAMALLE Benoit, LASSERRE Jérôme, LéONCINI Pierre, LASSERON Vincent. |
| Joueurs ayant participé aux Phases Finales | ARRUTI Vincent et PéHAU Benjamin.                                                                                |

- En 2006, la Fédérale 2B est éliminée en 1/4 Finale du Championnat de France par Miélan (futur champion de France de cette catégorie) au terme d'un match disputé qu'elle avait largement les moyens de remporter.

- En 2007, l'espoir "fou" de quelques supporters qui avaient pronostiqué "une grande saison" est réalisé par l'équipe 2 (Fédérale 2 B) qui décroche le titre de Championne de France en dominant Astarac Bigorre XV (regroupement de Mirande, Miélan et Rabastens) 19 à 6 à Hagetmau[15]. L'équipe B du BTS marquant 19 points par : Baqué (1 essai), Nérin (1 pénalité et 1 transformation) et Sistiaga (3 pénalités). Cette équipe de copains, composée d'anciens joueurs (qui mettront un terme à leur carrière après ce match) et de jeunes (qui ont joué les Finale Reichel B en 2000 et 2004) apporte son 4e Titre de Champions de France au BTS. Sortie 3e de poule derrière le Leader Langon (1 seule défaite) et Aire sur Adour, la fédérale B du BTS enregistre 15 victoires, 2 matchs nuls et 5 défaites en 22 matchs de poule, ne perdant qu'une fois à domicile face à Langon (13 à 15). En phase finale, les Noirs éliminent successivement Niort (19 à 13) à Blaye en 16e[15]; Morlaàs (22 à 15) à Sault de Navailles en 8e[15]; Langon (24-21 après prolongations) à Hagetmau en quart de finale[15] et le SNUC (Nantes) (24 à 10) à Pauillac en demi-Finale[15]. Mais, le tournant de ce parcours est sans conteste le quart de finale où les Noirs battent le favori de la compétition (Langon (qui n'a perdu qu'un match durant la phase de poule)) après prolongation. En effet, les Noirs reviennent chaque fois au score, alors que les Langonnais (qui ont battu le BTS par deux fois en poule) prennent largement les devants au tableau d'affichage (Langon mène 11 à 21 durant les prolongations, avant que le BTS n'inscrive 13 points d'affilée sans rien encaisser pour l'emporter 24 à 21). Par la suite, le SNUC, en demi-finale, ne peut stopper des Forgerons inarrêtables.

| poste            | joueurs                                                                                              |
| pilier           | Macia Loïc – Besnard Joël – Lafourcade David – Broca Patrick                                         |
| talonneur        | Bonne Yoann – Fior Julien                                                                            |
| 2e ligne         | Tome-Belmonte David - Doyenhart Vincent - Lemaître David                                             |
| 3e ligne         | Lamalle Benoît – Peyrot Landry – Petrissans Maxime – Bordato Laurent - Magnou Paul – Planas Frédéric |
| demi de mêlée    | Beherain Thomas – Sardain Nicolas – Cazaurang Jérôme                                                 |
| demi d'ouverture | Nerin Emmanuel – Sistiaga Yoann                                                                      |
| centre           | Taillentou Damien – Lucante Emmanuel                                                                 |
| ailier           | Garcia Laurent - Benaouda David – Parsat Benjamin – Nerin Cyril                                      |
| arrière          | Baque Mathieu - Touré Isamsi                                                                         |

- En 2008, Championne de France en titre, l'équipe 2 remet en jeu "son" Bouclier de Brennus qu'elle espère défendre. À l'intersaison 6 champions de France quittent le club. 2 joueurs décident d'arrêter (le pilier Besnard et le demi de mêlée Sistiaga) et 4 joueurs signent dans des clubs voisins (les frères Nérin à Ondres (en Fédérale 3), Baqué à l'Avenir aturin (en Fédérale 2), Doyhénard retourne dans son club formateur (Mouguerre) en Fédérale 3 (après un croché par Anglet). Aussi l'équipe "B", du BTS, va connaître une saison difficile par manque d'effectif. Pourtant le début de saison est très bon avec 1 nul et 3 victoires lors des 4 premiers matchs (dont un 88 à 3 contre Rochefort et un 45 à 0 pour la réception de Mugron). Mais par la suite, l'équipe va aligner 5 défaites en 6 rencontres dont 3 défaites de suite à Niort (47 à 3), devant Floirac et à st Médard. Cette mauvaise passe va être effacé par cinq victoires d'affilée (contre La teste, à Mugron, contre Bazas, à Rochefort puis contre Lormont). Seule la défaite à Salles (qui avait déjà gagné à Tarnos (15 à 30) casse cette dynamique. Les 2 victoires pour les réceptions de St Paul les Dax et Niort permettent à l'équipe d'entrevoir une possible qualification, mais les défaites à Floirac (43 à 17) par manque d'effectif puis lors de la réception de St Médard en Jales (5 à 24) rendent impossible une participation au phase finale. À la grande déception de tous, cette équipe ne pourra pas défendre son titre de champion de France.

- En 2010, la Fédérale "B", diminuée par plusieurs absents (et composée de plusieurs juniors[note 5]) chute logiquement en 16e de finale face au Champion en Titre, Salles : 20 à 6 en laissant en route pas moins de 24 points aux pieds (8 pénalités manquées)[15]. Par la suite Salles, sera éliminé en 1/2 finale par le futur Champion Nîmes[16] Malgré cette élimination précoce, cette équipe sera l'une des satisfactions de la saison, puisqu'elle n'avait enregistré qu'une défaite et 1 nul sur ses 19 premières rencontres où elle régala les supporters du club[15].Mieux, à 6 journées de la fin, cette équipe avait décroché sa qualification pour les phases finales, puisqu'elle était mathématiquement qualifiée depuis la 16e journée[15].Par la suite, comme pour l'équipe 1re, la "B" perdra ses 2 déplacements contre l'ES Gimont (logiquement) et l'US l'Isle-Jourdain (où un arbitrage dépassé faussa complètement le résultat de la rencontre). Et comme elle, elle sera éliminée en 16e (en lever de rideau) un dimanche 23 mai qui sera cruel pour le BTS et plein de désillusions pour ses supporters[15].

| poste               | joueurs                                                                           |
| 1re ligne           | Guillaume DUPIN, Julien FIOR, David LAFOURCADE                                    |
| 2e ligne            | Paul MAGNOU, Louis CHEVROLAT                                                      |
| 3e ligne            | CAMY-SARTHY, Benoit LAMALLE, Yannick DENOT-LELET                                  |
| demi de mêlée       | Benoit DELATOUR                                                                   |
| demi d'ouverture    | Nicolas BELASCAIN                                                                 |
| 3/4                 | Thomas IPUTCHA, Damien TAILLENTOU, Thomas BEHERAIN, Stéphane POBELLE              |
| arrière             | TOURé                                                                             |
| Remplaçants rentrés | CASSAGNE, Benjamin PASCAL, LABURTHE, CHAMPAGNE, SISTIAGA, Joseph GUEDJ, CAZAURANG |

- En 2011, grâce à sa victoire à Hendaye (véritable 32e de finale, puisque seul le vainqueur se qualifie) la Fédérale B se qualifie pour la 2e année de suite. Présentant, ce dimanche là, une équipe renforcée par 3 équipiers premiers et 5 juniors sur la feuille de match les noirs vont prendre la mesure de leur adversaire pour s'imposer 18 à 26 au terme d'un 2e acte abouti et maitrisé. 2 essais viennent récompenser les efforts d'une équipe conquérante. Julien Monté ajoutant 13 points au pied pour une victoire incontestée. Le jeune Haurieu (junior) inscrivant 8 points dont 1 essai où toute l'équipe touche la balle. Cette victoire permet au BTS de terminer 1er et de se qualifier pour les 16e de finale du championnat de France face à Floirac. À Labouheyre, en 16e le BTS fait une très bonne entrée dans les phases finales en l'emportant 19 à 9 face à une équipe de Floirac solide. Marquant rapidement (dès la 5e minute) par le centre Taillentou, les noirs démarrent parfaitement la rencontre[17]. La mi-temps sifflée sous le score de 5 à 3 pour le BTS maintien un semblant de suspens dans une rencontre qui se durcit. Floirac repasse devant grâce à 2 pénalités : 5 à 9 à la 68e. Mais les entrées, en 2e mi-temps de 4 titulaires de la 1re (Dylbaïtys, Gaye, Guilloteau et Christophe Tauziet) qui n'ont pas dépassés 11 matchs durant la saison avec l'équipe 1 du club (à cause de blessure ou d'absence) permettent au pack du BTS de tout emporter sur son passage en fin 2e mi-temps[17]. Les noirs l'emportent 19 à 9 et contrairement à la saison dernière passe ce 1er tour. Malheureusement, ils perdent, sur blessure, l'une des poutres du pack, le 2e ligne Louis Chevrolat[17]. À Parentis en Born, en 8e, c'est une autre équipe de la banlieue de Bordeaux, Lormont, que les noirs affrontent. Moins complet que Floirac, cet adversaire dispose d'un pack puissant. Aussi, les forgerons vont devoir batailler. Dans un match âpre et disputé, ce sont les buteurs qui vont faire la différence. Le junior, Haurieu, répond au buteur de Lormont en passant une pénalités des 40 mètres en début de 2e mi-temps : 8 à 6. Gérant parfaitement au pied le 2e acte, les noirs remportent ce match éliminatoire, ce qui leur permet de rencontrer en 1/4 de finale, l'un des favoris pour le titre : l'équipe de rugby de la ville de Salles. Malheureusement, durant ce 8e de finale, le 2e ligne Christophe Tauziet se blesse de nouveau à l'épaule et voit sa saison être terminée. Le prochain adversaire, l'Union Sportive Salloise, a déjà remporté le titre de champion de France de fédérale B en 2009. La saison dernière, ils ne furent éliminés en 1/2 finale que par le futur champion de France : Nîmes. Aussi, c'est leur 3e 1/4 de finale de suite qu'ils disputent. à Lit et Mixte, sous un soleil de plomb et dans un match serré, les noirs perdent pour 1 point : 10 à 11. Le baroud d'honneur du BTS et les relances de Pobelle ne changeront rien, comme ce drop qui passe de peu à côté ou ces 2 échecs sur pénalité (dont une trop courte des 50 mètres) dans le dernier quart d'heure[18]. C'est Salles qui l'emporte, ce qui lui permet de disputer sa 3e demi-finale de suite. Mais cette défaite ne doit pas faire oublier l'exceptionnelle saison de l'équipe 2 du BTS, sortie 1re dans une poule homogène et qui tout au long de la saison a vu son effectif pallier admirablement les nombreuses blessures en équipe 1re. De plus, en incorporant 14 juniors (qui ont été alignés 49 fois sur la feuille de match lors de la phase retour de poule), le club, tout en préparant l'avenir, a permis à la Fédérale B de se qualifier pour la 2e fois de suite pour les phases finales de sa catégorie. Cette équipe atteint les quarts de finale de fédérale B pour la 3e fois en 6 saisons.

| poste            | joueurs                                                                      |
| pilier           | DUPIN Guillaume – GAYE Christophe – BROCA Patrick - GUILLOTEAU               |
| talonneur        | BONNE Yoann – PASCAL Benjamin                                                |
| 2e ligne         | TAUZIET Christophe - LAFORESSE Henri - CHEVROLAT Louis - DELATOUR Damien     |
| 3e ligne         | FIOR Julien - MAGNOU Paul – DYLBAÏTYS Samuel - CAMY-SARTHY - LABURTHE Pierre |
| demi de mêlée    | DELATOUR Benoît - BETBEDER Simon - SISTIAGA Yoann                            |
| demi d'ouverture | DENOT-LELET Laurent – HAURIEU Pierre                                         |
| centre           | TAILLENTOU Damien – BORDATO Julien                                           |
| ailier           | MAILLÉ Simon - GUEDJ Joseph - DARTIGOUEYTE Alexandre - INCHAUSPÉ Iban        |
| arrière          | POBELLE Stéphane                                                             |

- En 2018 : La "B" du BTS atteint la finale du Championnat de France de sa compétition. Le match ultime laisse beaucoup de regrets aux Forgerons puisque l'essai de l'égalisation de Chateaurenard dans les arrêts de jeu est entaché d'un en-avant non vu par le trio arbitral (le porteur du ballon au moment d'aplatir lâche ce dernier sur un plaquage rageur de Régis Mays). De plus, lors des prolongations, un essai de Vincent Ducollet n'est pas validé alors que les photos prises par les supporters présents montrent qu'il a bien aplati. Aussi en finale, les Boucalo-tarnosiens s'inclinent dans les prolongations 21 à 25. En 16e, la "B" du BTS domine Marmande 24 à 3. En 8e, c'est une autre équipe "Bleu et blanche" qui tombe : Morlaàs 28 à 26. En Quart le BTS l'emporte face à Salles 14 à 9. Enfin, en Demi-Finale, c'est le Champion en titre Lannemezan qui chute 23 à 5 à Bizanos.
- Equipe ayant joué la Finale du Championnat de France de Fédérale 2B contre Châteaurenard : 1 Bellecave 2 Camiade 3 Tarravello (cap) 4 Ducollet 5 Mocho 6 Bremand 7 H.Courade-Bontemps 8 Jérôme Haurieu 9 Butet 10 Peyo Haurieu 11 Ruiz 12 Régis Mays 13 Claereboudt 14 Iputcha 15 Capoulin. Remplaçants : 16 Coatrieux 17 Barroso 18 Vejux 19 Darricau 20 J.Simon 21 Leborgne 22 Florian Etcheverry. À noter que par la suite P.Haurieu, Bremand et Bellecave seront finalistes du Championnat de France de 1re Série avec la première du club voisin d'Ondres en 2022.

- 2019 : La "B" du BTS est éliminé en Quart de finale du Championnat de France par Lormont 26 à 28. En 16e, le BTS bat Tulle 24 à 16 et en 8e élimine Périgueux 26 à 11.

- 2022 : La "B" du BTS est éliminé en barrage (32e) par Pont-Long 25 à 26. Le BTS rate le coup de pied de la victoire dans les arrêts de jeu.

- 2023 : La "B" du BTS est éliminée en 8e de finale par le futur Champion de France Mouguerre 14 à 19. En  Barrage (32e), le BTS élimine Mérignac 32 à 12 puis gagne en 16e Tours 31 à 24.

- 2024 : La "B" du BTS se classe 5e de sa poule et se qualifie pour les Barrages (32e) du Championnat de France. Elle est éliminée par Boé Bon Encontre 28 à 31 à Rion des Landes. Mené 12 à 21 à la pause, les Noirs à 15 contre 14 remontent au score pour mener 28 à 24 à la 80e mais un essai transformé dans les arrêts de jeu permet au RCBB de l'emporter et de se qualifier sur le fil. Équipe ayant disputée ce Barrage : 1 Otharan 2 Casamayou 3 Saphy 4 M.Lauret 5 Sistiaga 6 Gombert 7 H.Courade-Bontemps 8 Hirigoyen 9 Renaud 10 J.Simon 11 Audejean 12 Florian Etcheverry 13 Junca 14 Céré 15 Lavy (cap). Remplaçants : 16 Etchegoyen 17 Ducollet 18 Calleja, 19 Andrieu 20 Bron 21 Villenave 22 Fondevielle. Réservistes : 23 Subercazes 24 Jarreau 25 Quentin 26 Etcheverry 27 Coatrieux.
- 2025 : La "B" du BTS termine 2ème de sa poule après une saison maitrisée où ils font chuter le Champion de France en Titre (Soustons) chez lui lors de la phase aller. En 16ème, ils affrontent Mugron qu'ils ont dominé 2 fois en phase de poule à Habas. Malgré une équipe avec un grand nombre de joueurs ayant évolué en 1ère durant la saison, les Boucalo-Tarnosiens s'inclinent 15 à 30 (3 essais partout). En manque de réussie au pied, jamais dans le match et trop maladroit dans le jeu, les Noirs perdent une rencontre que beaucoup pensaient gagnée d'avance...Equipe ayant disputée le 16ème : 1 Deodato 2 Casamayou 3 Coatrieux 4 Cardonne 5 Barragué 6 Bron (cap) 7 Florian Lauret 8 Darricau 9 Renaud 10 J.Simon 11 Garbay 12 Barboteau 13 Junca 14 Labat 15 Lavy. Remplaçants : 16 Goux 17 Mathias Lauret 18 Plaza 19 Calleja 20 Hugo Courade 21 Gombert 22 Campos.

| Compétition                            | Champion | Finaliste | 1/2 finale | 1/4 de finale                      | 8e de finale | 16e de finale          | 32e (barrage) |
| Nationale B (Équipe 2 de 1re Division) | 1982     |           |            | 1981                               | 1983         | 1980, 1975             |               |
| Nationale B (Équipe 2 de Fédérale 1)   |          |           | 2005       |                                    |              |                        |               |
| Fédérale B (Équipe 2 de Fédérale 2)    | 2007     | 2018      |            | 1992, 1998, 2002, 2006, 2011, 2019 | 2023         | 2010, 2012, 2013, 2025 | 2022, 2024    |
| Excellence B (Équipe 2 de Fédérale 3)  |          |           |            |                                    |              |                        |               |

- mis à jour après la saison 2010-2011

### Équipe réserve
- 1/2 finaliste du Championnat de France 1994.
- Champion de Côte basque Landes 1994.

### Équipe juniors
De ces hommes au maillot noir, descendants des « forgerons » au caractère bien trempé, sont issus de nombreux joueurs internationaux (35 dans les différentes sélections) et de plus nombreux encore qui ont enrichi des clubs, proches ou éloignés, de leur talent et de leur personnalité. Ainsi, l'école de rugby du BTS, forte de près de 200 éléments, reste une référence dans le monde du rugby français. Sortie de cette pépinière plusieurs équipes de jeunes du BS/BTS ont particulièrement brillé et ainsi marqué l'histoire de ce club :
- En 1933 et 1944, les juniors Reichels sont finalistes de leur catégorie.
- En 1964, les juniors Reichels atteignent les demi-finales de leur catégorie face au RCF.
- En 1984, les juniors Reichels atteignent les 1/4 finale de leur catégorie face à Narbonne. L'équipe: Boulé, Correia, Eluzen, Eliceyrie, Lassalle Alain et Bernard, Pétriat, Sallaber, Lassus, Laforcade, Daguerre, Garissoain, Lambert. Entraineurs et dirigeants: Pierrot Lassalle, Gérard Luc, Hubert Champagne et Michel Dagy. Par la suite Boulé, Correia, Eluzen, Eliceyrie, Lassalle Bernard, Pétriat, Sallaber, Lassus, Garissoain et Lambert jouèrent en équipe 1re.
- en 2000, les Juniors Reichel B atteignent la Finale de leur Championnat de France. À Laloubère, ils sont battus par le Sporting club graulhetois 15 à 3. Ce groupe va fournir au BTS une génération de joueurs prometteurs qui va permettre au club de retrouver, quelques années plus tard, la Fédérale 1 (le plus haut niveau amateur) et de s'y maintenir durablement, même si certains éléments (Moulet, Anglade et Sallaberry) partiront jouer dans les Divisions Pro.
- En 2001, Sous les ordres des entraîneurs Didier Pouyau et Gérard Novion (soigneur José Cost), les Juniors Reichel B sont éliminés en 1/2 Finale du Championnat de France à St Jean D'Anglély 21 à 20 par les Bretons de Vannes. Une mauvaise gestion du jeu au pied et un arbitrage "partisan" auront eu raison d'une équipe qui aurait dû faire aussi bien que la génération précédente. Hélas, les Juniors du BTS s'arrêtent sur l'avant-dernière marche (juste avant la Finale) ce qui leur laissent (ainsi qu'à leurs supporters) beaucoup de regrets vu le potentiel et le talent de cette équipe. En 16e de finale les Reichel B avaient dominé Lourdes 24 à 13 à Idron. En 8e, c'est St Girons qui fut éliminé 28 à 16 à Argeles-Gazost. En 1/4 c'est La Teste qui fut battu 22 à 10 à Mimizan. Parallèlement cette équipe est éliminée, à Captieux, en 1/2 finale du Challenge d'Aquitaine, 12 à 3, par Fumel-Libos.
- En 2002, les Juniors Reichel B perdent en 1/4 de Finale du Championnat de France contre Gaillac (qui sera champion de la compétition) et la 1/2 finale du Challenge d'Aquitaine.
- En 2003, les Juniors Reichel B, perdent, à Louey Marquizat, en 1/2 Finale du Championnat de France contre Gaillac 28 à 14. L'équipe du BTS est la seule de toute la compétition qui poussera les Gaillacois dans ses retranchements en les obligeants à jouer les prolongations. Dans la foulée, les Juniors Reichel B remportent le Challenge de l'Aquitaine en dominant Aire sur Adour à Tarbes aux tirs au but après un score de parité 12 à 12.
- En 2004, les Juniors Reichel B (en regroupement avec Ondres et st Martin de Seignanx) atteignent la Finale du Championnat de France où ils sont opposés, à Ossun, à l'"Ogre" de la compétition : Gaillac (qui est devenu, au fil du temps, la bête noire de nos équipes Juniors). Jamais les juniors du BTS n'auraient dû perdre ce match. Dominateur et solidaire ils avaient réussi à cadenasser et à maîtriser un adversaire méconnaissable. Aussi, à la dernière minute, une pénalité 25 mètres face aux poteaux aurait dû donner la victoire aux "Noirs" puisque le score qui était de 11 à 6 serait passé à 14 à 6... Soit 8 points d'avance. Hélas, le buteur du BTS rata les perches et sur le renvoi au 22 m qui suivit Gaillac inscrira un essai qui leur permettra d'égaliser et de jouer les prolongations (11 à 11 à la fin du temps réglementaire). Gaillac revenu dans le match ne lâcha plus sa "proie" et gagna un nouveau titre qui échappa pour la 2e fois en 5 ans aux juniors du BTS. Score final : 21 à 11 pour Gaillac. Par la suite Lanusse, Etchartaberry, Saldubéhère, Laburthe, Béhérain, Senaux, Régis Mays, Bron, David Benaouda et Bordato jouèrent en équipe 1re du BTS en Fédérale 1 ou Fédérale 2. Certains de ces éléments apportent au BTS un nouveau titre de Champion de France d'équipe 2 (Fédérale B) en 2007.
- En 2008, les juniors Reichel B du Seignanx (composée de joueurs du Boucau, Tarnos, Ondres et Saint Martin de Seignanx) sont éliminés, à Lembeye, en 8e de finale du Championnat de France par le futur Champion de la catégorie : Fleurance 29 à 19. Beaucoup de regrets lors de ce match que les noirs domineront une grande partie. Les mauvais choix de jeu, et l'entêtement à vouloir jouer au pied par-dessus une défense bien en place auront raison d'une équipe boucalo-tarnosienne qui se fera prendre en contre 2 fois[19]. De leur côté, les juniors Balandrades du Seignanx (composée de joueurs du Boucau, Tarnos, Ondres et Saint Martin de Seignanx) sont Champion d'Aquitaine de leur catégorie en dominant le XV des Gaves (entente Navarrenx-Josbaig) (15 à 10) à St Paul lès Dax. Pour ce faire, les Balandrades du BTS ont éliminé Mouguerre (13 à 8) au Stade Piquessary du Boucau en 8e de finale, l'entente Barcus-Aramits (13 à 3) en 1/4 de finale (toujours au Boucau) et le J.S.Gramat (équipe du Limousin) à Layrat en 1/2 finale (21 à 10).
- En 2009, les juniors Reichel B du Seignanx (composée de joueurs du Boucau, Tarnos, Ondres et Saint Martin de Seignanx), non qualifiés pour les phases finales du championnat de France de leur catégorie, sont reversés en Challenge d'Aquitaine. Après avoir éliminés en 1/4 de finale, Périgueux (31 à 17) à Ondres, les Juniors Reichel B s'inclinent en 1/2 finale, à Cambo, face aux juniors de Mouguerre[note 7] 25 à 3. De leur côté, les juniors Balandrades du Seignanx (composée de joueurs du Boucau, Tarnos, Ondres et Saint Martin de Seignanx) sont éliminés, à Jurançon, en 32e de finale du Championnat de France, de leur catégorie, par l'US l'Isle Jourdain : 29 à 14. Les Gersois, atteindront les 1/2 finales de cette compétition et seront éliminés par le futur finaliste, l'USA Limoges.
- En 2011, Après l'arrêt de l'équipe du Seignanx (composée de joueurs du Boucau, Tarnos, Ondres et Saint Martin de Seignanx) en junior, le BTS repart, seul, afin de respecter les critères de la FFR pour les équipes de jeunes. Les Reichel B n'ont pas pu se qualifier pour la 2e phase qualificative au championnat de France.En effet, à la suite de la mise en place d'une compétition abracadabrante, (la 1re phase se disputa en 6 matchs qui décidèrent du niveau auquel l'équipe joua par la suite) mais également à cause de 5 cartons rouges les Reichels B (qui avait terminé 3e d'une poule de 4) ont basculé au Niveau 2 du Championnat Territorial dit « Challenge d'Aquitaine »[note 8]. Dans cette compétition, les Reichel B vont enregistrer 6 victoires en autant de matchs. Invaincu durant la 2e partie de saison, et ne jouant qu'un week-end par mois, une grande partie de l'équipe junior, fut appelée en 1e mais surtout en équipe « B » afin de pallier les nombreux blessés du groupe Sénior. Ainsi, cet apport de qualité permit à l'équipe « B » de terminer 1re de la poule et de se qualifier pour les 16e du championnat de France de sa catégorie. En Challenge d'Aquitaine (niveau 2), les Reichel B disposent, par forfait, de Parthenay en quart de finale[20]. En 1/2 finale, les juniors Reichel B enchainent une 8evictoire d'affilée et gagnent l'entente Ger-Seron-Bedeille 30 à 24 à Arthez de Béarn en inscrivant 2 essais contre 8 pénalités[20]. En finale, à Bidart, les Reichel B dominent Coarraze-Nay (26 à 10) en marquant 4 essais contre 1. Ainsi, ils remportent le Challenge d'Aquitaine de Niveau 2 grâce à cette 9e victoire d'affilée[21]. De leur côté, sortie 2e de sa poule de 1re phase, les Balandrades se qualifient pour les poules qualificatives au Championnat de France grâce à sa victoire à Nafarroa, qu'ils devancent de 2 points. Dans les poules qualificatives, les juniors balandrades manquent de peu une qualification pour le championnat de France. En effet, malgré un début 2e phase catastrophique (trois défaites d'affilée), les quatre victoires d'affilée en début d'année maintiennent un petit espoir de qualification. Mais la défaite à domicile contre l'entente Aramits-Barcus additionnée à celle, lors d'un match décisif lors de la dernière journée, à Bizanos, ne permettent pas aux juniors 1re et 2e année de se classer dans les 3 premiers. Terminant 5e sur 6 équipes, ils sont basculés sur la Challenge d'Aquitaine (niveau 4). En 8e de finale, ils gagnent Gradignan 12 à 3 au Stade Piquessary[20]. En 1/4 de finale, les Balandrades dominent Libourne (30 à 0) à Labouheyre. En 1/2 finale, les juniors du BTS prennent le meilleur sur une solide et physique équipe d'Aire sur Adour à Orthez (6 à 0) au terme d'un match engagé, où ils font preuve d'une solidarité et d'une abnégation sans faille. En finale, ces juniors 1re et 2e année, perdent 19 à 11 à face à Villefranche du Queyran. Face à un adversaire réaliste (qui a marqué chaque fois qu'il est venu dans le camp des noirs) les Balandrades manquent de peu plusieurs essais qui auraient pu être décisif (2 balles d'essai ne sont pas maîtrisées à 2 mètres de l'en-but adverse alors que l'essai semblait, à chaque fois, imparable). 1 essai de chaque côté, le buteur de Goudon faisant la différence par 4 pénalités et 1 transformation[22].

- En 2013 : Les Juniors Reichel B sont éliminés en 16ème par Thuir 23 à 13. Thuir sera éliminé par le Finaliste St Gaudens en 1/2 finale au TaB. Equipe du BTS pour le 16ème : 1 Mantion 2 Jérôme Haurieu 3 Fernandez, 4 Momplot. 5 Couchot, 6 Gausset 7 Larrondo 8 Mocho, 9 Julien Duhau 10 Jérémy Simon, 11 Rabes 12 Herrero 13 Rey 14 Daramy et 15 Dartigoueyte. Remplacents : 16 Le heup 17 Lamothe 18 Boulin 19 Iturria 20 Mabillet 21 Arnoux 22 Réal.

- En 2019 : Les U18 du BTS se qualifient pour les 32ème (Barrages) du Championnat de France. Ils sont éliminés 15 à 9 par les Juniors de Bergerac. Parallèlement, les Juniors à X décrochent le bouclier de champion régional Ligue Nouvelle-Aquitaine. Le groupe Junior à X : 1 Julien Roux 2 Florian Lauret 3 Lucas Lafeu 4 Alan Leclerc 5 Pierre Trebucq 6 Anthony Borau 7 Luc Arla 8 Hugo Sarraude 9 Clement Cormier 10 Txomin Hiriart 11 Andoni Senequier 12 Kimetz Perez Harrispe 13 Jean Cuvelier. Par la suite PierreTrebucq et Florian Lauret ont joué en 1ère.
- En 2024 : Les U18 se classent 4ème de leur poule mais pour 1 point ne se qualifient pas pour les phases finales du championnat de France en qualité de meilleur 4ème. Ils sont reversés en Challenge d'Aquitaine où ils atteignent la Finale après avoir éliminé les juniors du RAS SBAR - RCBA UAGM BIG XV COR en Quart de Finale (à Pique) 33 à 22, puis ceux de l'USA Limoges à Cadaujac 40 à 17.

| Compétition             | Champion         | Finaliste  | 1/2 finale | 1/4 de finale | 8e de finale | 16e de finale    | 32e (barrage) |
| Reichel A               |                  | 1933, 1944 | 1964       | 1984          | 1977         | 1992, 1993       |               |
| Reichel B               |                  | 2000, 2004 | 2001, 2003 |               |              | 2002, 2008, 2013 |               |
| Balandrade              |                  |            |            |               |              |                  | 2009.         |
| Crabos                  |                  |            |            |               |              | 1979, 1980       |               |
| U18                     |                  |            |            |               |              |                  | 2019          |
| Championnat Côte basque | 1967 (Juniors A) |            |            |               |              |                  |               |

### Équipe cadets
- En 1971, les cadets B remportent la coupe Suhas.
- En 1972, ce sont les cadets A qui décrochent le titre de champion de France en disposant du Racing club de France sur le score de 12 à 0. Cette génération permet au Boucau Stade de se maintenir en première division de nombreuses saisons à partir de la fin des années 1970 jusque dans les années 1980[24].
- Toujours en 1972, les cadets B sont éliminés en 8e de la coupe Suhas.
- En 1978, les cadets A du BS s'arrêtent en 1/4 de finale. Cette génération permet au club de se maintenir en première division dans les années 1980.
- En 2008, Cadets Teulière A des entraîneurs, Jean-Paul BETBEDER et Gilles FERNANDES, sont éliminés en 1/4 de Finale du Championnat de France 34 à 0 par le XV de la Nivelle (qui sera éliminé à son tour par le futur finaliste Garche/SF en 1/2 finale). Pour arriver jusqu'en 1/4 de finale de sa compétition, les Cadets du BTS avaient éliminé : l'entente Marmande-Casteljaloux (6 à 3) en 32e de finale à Mimizan, St Gaudens (23 à 16) en 16e de finale à Monein et le centre Corréze (19 à 10) en 8e de finale à Coutras[25].
- En 2010, les Cadets A sont Champion d'Aquitaine en disposant du Sport athlétique mauléonais à Hendaye 15 à 6[26]. Pour ce faire, l'équipe du Seignanx (composée de joueurs du Boucau, Tarnos, Ondres et Saint Martin de Seignanx) gagnent, en 1/2 finale, Orthez, 27 à 5 à Bardos[27]. En 1/4 de finale, les Cadets du Seignanx éliminent St Palais à Peyrehorade 17 à 16. Cette jeune équipe a réussi, sur cette rencontre, à remonter un handicap de 11 points (après avoir été mené 5 à 16) dans le dernier quart d'heure du match[28]. À la fin de cette saison, les dirigeants de chaque club officialisent l'arrêt de l'équipe du Seignanx. le BTS repart, en cadet, en entente avec Ondres pour 2 saisons. Le but étant, à court terme, d'avoir une équipe BTS "indépendante" afin de respecter les critères de la FFR pour les équipes de jeunes.
- En 2011, après l'arrêt de l'équipe du Seignanx (composée de joueurs du Boucau, Tarnos, Ondres et Saint Martin de Seignanx), le BTS repart, en cadet, en entente avec Ondres pour 2 saisons. Le but étant, à court terme, d'avoir une équipe BTS "indépendante" afin de respecter les critères de la FFR pour les équipes de jeunes. Auteur d'un remarquable parcours, cette jeune équipe (composée essentiellement de 1re année) se qualifie pour le Championnat Teuilière A en terminant 2e de sa poule de 1re phase. Lors de la 2e phase, ils terminent 5e d'une poule de 6 et sont basculés en challenge d'Aquitaine (Niveau 3). En 1/4 de finale, ils s'inclinent (10 à 11) devant l'U.S. Bergerac[29].
- En 2018 : les Cadets du BTS remporte le Challenge de l'Aquitaine en disposant d'Oloron 26 à 23 à Aire sur Adour. Les "petits" Noirs disposent de St Médard en Jalles 41 à 26 en Demi-Finale à Lesperon-Onesse. Equipe Cadets ayant disputé la finale du Challenge d'Aquitaine : 1 Tom Vignes 2 Ilyas Lasry 3 Patxi Etchebere 4 Alexandre Redon 5 Antoine Castets 6 Bryan Fraillon 7 Maxime Burgain 8 Benjamin Sancho 9 Jon Labat 10 Yon Camou 11 Theo pêcheur 12 Guillaume Arcaya 13 Enzo chaperon 14 Timeo Garbay 15 Florian De Oreguy Remplaçants : 16 Paul Cardonne 17 Titouan Berthevas 18 Angel Lazuima 19 Maxime Glize 20 Leo Fougere 21 Lucien Dufourg 22 Malik Almeida. Par la suite Paul Cardonne a joué en 1ère. Yon Camou a signé aux Espoir de l'AB puis à Tarbes en Nationale (D3).

| Compétition             | Champion                                        | Finaliste       | 1/2 finale | 1/4 de finale | 8e de finale | 16e de finale    | 32e de finale | 64e de finale |
| Cadets A                | 1972                                            |                 |            | 1978          |              | 1979, 1980, 1991 | 1973          | 1984          |
| Cadets Teuillières A    |                                                 |                 |            | 2008          |              |                  | 2017          | 2016          |
| Coupe Coulon            | 1972                                            | 1978            | 1995       |               | 1980         |                  |               |               |
| Coupe Suhas             | 1971                                            |                 |            |               | 1972         |                  |               |               |
| Championnat Côte basque | 1972 (Cadets A) 1978 (Cadets A) 1980 (Cadets A) | 1978 (Cadets B) |            |               |              |                  |               |               |

## Infrastructures du club
Les premiers matchs du BS ont été joués sur le terrain du Bazé, prêté par Claudius Magnin, directeur des Forges de l'Adour au Boucau. Par la suite, le BS a joué toutes ses rencontres sur son légendaire stade de Piquessary (de 1909 à 1987). Puis à partir de 1986, le BTS déménage dans un complexe moderne et spacieux à Tarnos : l'Intercommunal (baptisé depuis « stade André Maye »).

### Le stade Piquessary
Piquessary est à lui seul une légende,. Plusieurs auteurs du pays-Basque comme Manuel Castiella et Christian Bibal ont consacré des chapitres de leur livre à ce stade qui durant 80 ans est le témoin privilégié des exploits des Noirs du Boucau Stade.
À partir du 8 avril 1909, l'Amicale boucalaise loue le terrain de Piquessary à Lobit pour 225 francs par an,. Le Boucau Stade doit restituer le tiers de la surface de jeu le 1er février de chaque année au fermier exploitant pour les cultures maraîchères. Le 25 novembre 1921, l'Amicale boucalaise achète un lot d'une superficie de 18 500 m2 de la propriété de Piquessary pour la somme de 16 500 francs. Ce lot comprend le terrain de rugby actuel et un bosquet à l'ouest. Le 9 janvier 1967, le Boucau Stade lègue son terrain et ses installations à la ville du Boucau qui se charge depuis d'en assurer l'entretien.
Le dernier match officiel à Pique, en première division, en 1987, se solde par une défaite du Boucau Stade devant Bagnères. Depuis plusieurs saisons, le Boucau Tarnos Stade vient disputer quelques matchs à Piquessary. Lors de la saison 2008-09, en Fédérale 1, les Noirs ont joué l'US Morlaàs, Saint-Jean-de-Luz, le CA Lannemezan et le RC Arras dans leur stade pour trois victoires et une défaite. Lors de la saison 2009-10, en Fédérale 2, les Noirs ont joué le Stade hendayais, l'US Nafarroa et le CA Castelsarrasin à Piquessary pour deux victoires et une défaite.

### Le stade intercommunal
Ce stade est également appelé Stade André Maye. Depuis la saison 1986/87, les rencontres du BS/BTS se déroulent au stade intercommunal de Tarnos, vaste stade moderne comprenant 3 terrains dont 2 éclairés, une tribune de plus de 2 000 places, des gradins et une piste d’athlétisme en synthétique. Le coût total de ce stade fut de 25 500 000 francs avec seulement 6 % de subvention, le solde restant à la charge des Communes du Boucau et de Tarnos.
L'intercommunal fut inauguré lors d'un match amical opposant le BS à Agen le dimanche 24 août 1986. Le ruban fut coupé par Monsieur André Maye (Maire de Tarnos et Président du Syndicat Intercommunal), Monsieur Gérard Lassus (Maire adjoint du Boucau) et Monsieur Roland Leroy, Directeur de la revue l’ « Humanité ». Cela se fit en présence de Gaston Lesbats, président du comité Côte basque Landes) et de Jean-Pierre Destrade, député des Pyrénées-Atlantiques. Concernant, la rencontre BS/Agen, les Noirs furent battus 26 à 24 après avoir mené 24 à 9 jusqu’à la 59e minute. Mais les Agenais surent réagir et inscrire 3 beaux essais (avec un Philippe Sella très présent). Cette rencontre ne fut pas LE 1er match du BS dans ce stade. En effet, bien avant cette inauguration, les Noirs jouèrent le 2 février 1986, une rencontre amicale contre Oloron.
La victoire est revenue au BS 22 à 12 avec 5 essais (donc 3 de Lesca, 1 de Pinaqui et Michel Lassalle) contre 2 pour Oloron. Le 1er joueur à avoir marqué dans ce stade fut Bruno Pinaqui qui jouait centre (avec Fanen) et qui dès la 3e minute profita d’un contre d’Hauret-Clos (sur l’arrière d’Oloron) pour aller marquer sans opposition. Par contre le 1er match de Championnat opposa le BS à Béziers (toujours en 1986) pour une victoire des visiteurs 15 à 19.

### Siège du BTS
Le siège social du BTS reste toujours au Boucau, dans son ancien stade fétiche de Piquessary dont la tribune en bois de 600 places est toujours présente. Il n’est pas rare que certaines rencontres se jouent encore à « Pique » (au moins une fois par saison minimum) ce qui ravit les anciens supporters du BTS qui pour l'occasion font le déplacement sur le « plateau », eux qui ont tendance à bouder les rencontres à Tarnos.

## Présidents du club
Depuis sa création, le BS/BTS n'a connu que douze présidents, preuve d'un attachement et d'une certaine stabilité à la tête du club.
Malgré cette stabilité, les crises n'ont pas épargné le BS/BTS.
Ainsi, en 1957, le Boucau Stade faillit quitter le rugby à XV pour rejoindre le giron treiziste.
En effet, le club boucalais devait retrouver la 1re division cette année-là, puisqu'il avait atteint les 1/2 finales du championnat de France de 2e division.
Or, l'élimination par Bellegarde (11 à 3), aux portes de la finale, avait laissé un goût amer aux supporters boucalais qui avaient, à la fin du match, "chahutient" l'arbitre.
La fédération française de rugby décida de sanctionner le BS et de lui interdire de montée.
Devant ce qui fut perçu comme une injustice, une partie des joueurs et dirigeants ont souhaité quitter le rugby à XV. Il fallut tous le poids et la diplomatie du président Jean Elichondo, pour que le club ne mette pas ses menaces à exécution et reste dans le giron quinziste.
Cette sage décision permit au club de repartir en 2e division dont il fut le malheureux finaliste la saison suivante ce qui lui permit d'atteindre l'élite du rugby français.
Certains présidents ont dirigé le club sur des périodes différentes. Ainsi, Lucien Lassalle et Ernest Courtiau sont présidents sur trois périodes distinctes, dont une fois où ils partagent la coprésidence.
De même, Jean-Paul Vigneron est président sur deux périodes distinctes.
Le club boucalais a connu deux présidents médecins, les docteurs Vigneron et Eliet.
José Foncillas, le président actuel, a tout connu au sein du BS/BTS. D'abord joueur, puis éducateur des cadets et juniors, enfin entraîneur mais aussi président des anciens du club Old Black. Il a disputé deux finales de deuxième division avec le Boucau. D'abord en tant que joueur remplaçant en 1970 puis en tant qu'entraîneur en 1994. Il est le président qui a été le plus longtemps à la tête du club. Il cumule 25 saisons de 2000 à 2025 sur 3 périodes. Il dépasse Elichondo, d'1 saison, qui fut président durant 24 saisons (1935 à 1959). Félix Bergèse et Lucien Lassalle (16 saisons chacun) complètent le podium.
Lucien Lassalle est le Président d'Honneur du BTS. Récompense légitime pour une personnalité attachante, aux valeurs humaines appréciées, dont l'éthique et la fidélité à son club ont toujours été reconnues dans le monde du rugby.
Francis Gonzalez, ancien joueur du club, est le 1er à occuper les fonctions de Maire de la commune du Boucau et de Président de club en même temps.
| Rang | Nom                                   | Période   |
| 1    | M.Espelette (fondateur)               | 1907      |
| 2    | Charles Voisin (1er Président)        | 1907-1909 |
| 3    | Eugène Sautier                        | 1909-1919 |
| 4    | Félix Bergèse                         | 1919-1935 |
| 5    | Jean Elichondo                        | 1935–1959 |
| 6    | Jean-Paul Vigneron                    | 1959-1962 |
| 7    | Ernest Courtiau (décédé en mars 2010) | 1962-1965 |
| 8    | Jean-Paul Vigneron                    | 1965-1970 |

| Rang | Nom                                                          | Période   |
| 9    | Daniel Eliet (décédé en novembre 2015)                       | 1970-1974 |
| 10   | Lucien Lassalle (décédé en novembre 2020)                    | 1974-1975 |
| 11   | Ernest Courtiau (décédé en mars 2010)                        | 1975-1976 |
| 12   | Lucien Lassalle et Ernest Courtiau (décédés en 2020 et 2010) | 1976-1983 |
| 13   | Lucien Lassalle (décédé en novembre 2020)                    | 1983-1990 |
| 14   | Édouard Garcia-Bady (décédé en 2018)                         | 1990-1994 |
| 15   | Jean-Pierre Crespo (décédé en août 2021)                     | 1994-2000 |
| 16   | José Foncillas                                               | 2000-2014 |
| 17   | José Foncillas et Francis Gonzalez                           | 2014-2018 |
| 18   | José Foncillas                                               | 2019-2025 |

## Entraîneurs du club
Depuis 1967, le Boucau Tarnos Stade a connu 49 entraîneurs et 35 duo d'entraîneurs,. Certains d'entre eux sont entraîneurs de père en fils comme Roger Etcheto (1968-69) et 40 ans plus tard, son fils, Vincent Etcheto 2008-09. D'autres sont issus d'une même fratrie : les Dacharry avec Michel de 1987 à 1989 et de 1999 à 2002, puis Philippe en 2009-10, ; et les Rouet avec Jacques de 1987 à 1989 et en 1999-2000, puis Alain en 1994-95. Enfin, depuis 1967, il n'y a que deux entraîneurs qui ne terminent pas la saison avec le club. Il s'agit d'Alain Rouet qui démissionne en 1994-95 et de Pierre Désarménien qui décède dans le vestiaire à Voiron lors de la saison 1977-78.
| Rang | Nom                                                  | Période   |
| x    | Montfouga et Baulon                                  | 1964      |
| 1    | Pierre Désarménien                                   | 1967-1968 |
| 2    | Pierre Désarménien et Roger Etcheto                  | 1969      |
| 3    | Pierre Désarménien et Germain Calbète                | 1970      |
| 4    | Pierre Désarménien et C.Candelon                     | 1971      |
| 5    | C.Candelon et C.Liet                                 | 1972      |
| 6    | Alain Micots, C.Liet et C.Duplé                      | 1973      |
| 7    | Alain Micots, C.Laharie et Germain calbète           | 1974      |
| 8    | Alain Micots et C.Laharie                            | 1975      |
| 9    | Pierre Désarménien et A.Goutenègre                   | 1976-1977 |
| 10   | Pierre Désarménien (qui décèdera en cours de saison) | 1978      |
| 11   | Michel Lapègue et Jean-Jacques Sanglan               | 1979      |
| 12   | Arnaud Elissalde et Pierre Lassalle                  | 1980      |
| 13   | Arnaud Daragnès et A.Blanc                           | 1981      |
| 14   | Arnaud Daragnès et Jean-Jacques Sanglan              | 1982      |
| 15   | Arnaud Daragnès et Jean-Marie Sinfort                | 1983      |
| 16   | Jacques Peyrelongue et Pierre Darrigues              | 1984-1985 |
| 17   | Jacques Peyrelongue et Jean-Jacques Cazamayou        | 1986      |
| 18   | José Foncillas et Jean-Jacques Cazamayou             | 1987      |

| Rang | Nom                                                        | Période      |
| 19   | Michel Dacharry et Jacques Rouet                           | 1988-1989    |
| 20   | Bernard Duprat et Jean-claude Urrutiaguer                  | 1990         |
| 21   | Bernard Duprat et Michel Aizpurua                          | 1991         |
| 22   | José Foncillas et Jean-Paul Champres                       | 1992-1994    |
| 23   | Gérard Valderrey et Alain Rouet (puis Jean-Marie Capdepuy) | 1995         |
| 24   | Gérard Valderrey et Michel Laurent                         | 1996         |
| 25   | Gérard Valderrey et Jean-Marie Capdepuy                    | 1997-1999    |
| 26   | Michel Dacharry, Jacques Rouet et Philippe Lapébie         | 2000         |
| 27   | Michel Dacharry, Jean-Pierre Beraud et Philippe Lapébie    | 2001-2002    |
| 28   | Alain Mourguiart et Didier Pouyau                          | 2003         |
| 29   | Jean-claude Thicoïpé et Denis Lesca                        | 2004         |
| 30   | M.Paredon et R.Navaron                                     | 2005         |
| 31   | Laurent Ségala et D.Duplé                                  | 2006         |
| 32   | Laurent Ségala et Didier Pouyau                            | 2007         |
| 33   | Alexandre Mot et Didier Pouyau                             | 2008         |
| 34   | Alexandre Mot et Vincent Etchéto                           | 2009         |
| 35   | Philippe Dacharry et Jean-Marc Dicharry                    | 2010 et 2011 |
| 36   | Jacques Dassé et Yohan Sistiaga                            | 2012 et 2013 |
| 37   | "Manu" Ménieu et Yohan Sistiaga                            | 2014         |
| 38   | Samuel Dylbaïtys et Vincent Lesca                          | 2015 et 2016 |
| 39   | Samuel Dylbaïtys, Yvan Abbadie et Vincent Lesca            | 2017         |
| 40   | Samuel Dylbaïtys, Yvan Abbadie et Joseph Ilharréguy        | 2018         |
| 41   | Vincent Mundubeltz et Joseph Ilharréguy                    | 2019-2022    |
| 42   | Damien Robert de Latour et Sébastien Lopez                 | 2023         |
| 43   | David Dussaubat et Sébastien Lopez                         | 2024         |
| 44   | Geoffrey Dongieux, Simon Betbeder et Julien Verron         | 2025         |

## Joueurs emblématiques
| Joueur                         | Période        | Commentaires | Palmarès |
| Angel Serrate                  | années 1910-20 | demi de mêlée, surnommé l'ange, tant il était aérien lorsqu'il sortait le ballon de la mêlée en effectuant des superbes plongeons. Espagnol, il ne put être international. Il émigra en 1921 chez le voisin Bayonnais tout en continuant à travailler aux Forges de l'Adour. Il joua deux finales perdues contre le Stade toulousain en 1922 et 1923 et se montra l'égal du demi de mêlée adverse : le vieillissant Philippe Struxiano qui était un joueur d'anthologie. | |
| Jean Etcheberry                | années 1920    | 3e ligne aile ou pilier, il était surnommé Makila à cause de la dureté de son crâne ou alors Le Roi Jean. Il quitta le BS en 1923 pour le SA Rochefort (c'est sous ces couleurs qu'il participa au J.O. de 1924 (Finaliste). Par la suite il joua au CS Vienne avec qui il remporta le titre de Champion de France en 1937 en tant qu'entraîneur. Pour tout ce qu'il apporta à ce club, son nom fut donné au stade de rugby de la ville (il est décédé en 1982). | |
| Jean Castets                   | années 1920    | 2e ligne, les Gallois le surnommaient le Marin géant mais au Boucau on l'appelait « Coqué ». Il quitta le BS en 1923 pour Toulon (où il fit son service national) avec qui il sera international. Mesurant près de 2 mètres (c'était un géant pour l'époque), il excellait en touche. Il jouera aussi à Périgueux (il est décédé en 1957). | |
| Domengine                      | années 1920    | 2e ligne, c'était un joueur solide et intelligent. Il émigra à Bayonne en 1924, mais comme Serrate, il continua à travailler aux Forges de l'Adour. | |
| Aimé Burrugori                 | années 1920    | demi d'ouverture inspiré, il s'illustra au Stade Bordelais et à Bagnères (où il rejoignit son frère). Il termina sa carrière dans le club Bigourdan en compagnie de 8 autres joueurs du BS qui avaient émigré dans ce club. | |
| Sens                           | années 1920    | ce 2e ligne surnommé Caramel (rien à voir avec les plaquages percutants). Ce marchand ambulant était une figure haute en couleur qui joua également à Bagnères (1924). Sa brève carrière terminée au Stade Bagnérais, il est revenu au Boucau pour y vendre des bonbons, cotillons et autres serpentins, confettis et farces et attrapes. | |
| Léon Maye                      | années 1920    | ailier prompte et vif, une véritable boule de nerf. Sa pointe de vitesse lui permettait d'être un joueur décisif. Il avait une particularité : celle de jouer avec un petit béret tout rond. Il quitta le BS pour Bagnères en 1924 club où il fit toute sa carrière (avec 8 boucalais) et commune où il se fixa. | |
| Julien Sola                    | années 1920    | ce talonneur de très grande classe fut le 1er Boucalais à signer à Bagnères en 1922 avant d'être rejoint par plusieurs de ses camarades. Comme Serrat, il était espagnol, donc il ne put être sélectionné en Équipe de France. Il terminera sa carrière au F.C.Lourdes. Jean Prat dans son livre le présentera comme un de ses premiers éducateurs. | |
| P. Saldou                      | années 1920    | centre à la défense percutante qui buttait de 50 mètres. Parti du BS en 1924 il signera à Bègles où il fera une très longue carrière. | |
| A. Duclaux                     | années 1920    | demi d'ouverture fin et subtil (qui déconcertait pas ses crochets où ses tentatives de drop aussi soudaines qu'inattendues). Il émigra au Stade Bordelais, en 1926, quand il entra au Chemin de Fer. Il jouera par la suite une saison à Bègles puis au Sport Athlétique Bordelais. | |
| Castets                        | années 1920    | demi de mêlée surnommé Pelique, il rejoindra, lui aussi, Bègles en 1924. Actif, volontaire et solide, il terminera sa carrière au poste de 3e ligne où son jeu sobre fut apprécié. | |
| Jean-Louis Dauga               | années 1920    | Ce pilier d'une grande solidité était aussi très habile de ses mains (ce qui était rare pour l'époque). On le surnommait Canditte (nom de la ferme qu'exploitait ses parents). Son travail de Cheminot l'emmena à Bordeaux où il joua au C.A.Bègles. Une mutation professionnelle lui permit de revenir au pays et il signa à Bayonne avec lequel il fut Champion de France en 1934 (match où il marqua un essai). | |
| Jean Duvert                    | années 1920    | ce 3e ligne de valeur avait toutes les qualités des Forgerons du BS : endurance, courage et solidité. Il jouera lui aussi à Bègles dès 1925 en compagnie de Paul Saldou, Castets et André Duclaux. | |
| Anzano                         | années 1920    | demi d'ouverture petit et râblé, campé sur des solides jambes, feinteur et également dropeur. il signera à Hendaye en avec qui il joua 2 Finale de Côte Basque contre... Pau au côté des frères Pardo (qui étaient les figures de proue de cette équipe). | |
| Jean-Baptiste Bédère           | années 1920    | 2e ligne d'une robustesse peu commune, il était également un organisateur et un penseur du rugby. Son énergie et sa virilité était parfois confondues, ce qui ne lui permit pas d'être International (ce qu'il aurait mérité). Parti à Castres, il signera par la suite à Agen avec qui il fut Champion de France en 1930 (contre Quillan) et du Challenge Yves du Manoir en 1932 (contre Pau). | |
| Jean Dupuy                     | années 1920    | 3e ligne coureur inépuisable, surnommé l'homme caoutchouc quand il jouait à Agen, tant il semblait rebondir pour se remettre sur ses pieds quand il tombait au sol. Bédère, ne se trompa pas en le faisant venir à Agen avec qui il fut Champion de France en 1930. | |
| Henry Digude                   | années 1920    | 3e ligne de grand abattage qui ne s'avouait jamais vaincu. Il avait toutes les qualités du joueur « Boucalais » dur au mal qui ne lâchait rien. C'est Etcheberry qui le fit venir à Vienne (avec qui il fut 1/2 finaliste du Championnat de France en 1935). En 1937, à plus de 30 ans, il participe à l'aventure qui mènera le CS Vienne au Titre de Champion de France. | |
| Réal                           | années 1920    | talonneur, il est appelé, lui aussi, par Etcheberry à Vienne et sera 1/2 finaliste du Championnat de France en 1935 avec ce club. | |
| Félix Bergèze                  | années 1930    | centre international, formé au BS, qui par la suite, signa chez le voisin bayonnais et à Carcassonne (XV et XIII). 6 Sélections (et 4 essais) en Équipe de France de Rugby à XV de 1936 à 1938. Lors de la 2e Guerre Mondiale, il fut fait prisonnier en 1940 et s'évada en 1942. | Finaliste Reichel A en 1932 |
| Manolo Perez                   | années 1940    | 3e ligne Guerrier qui était redouté par ses adversaires (fut ensuite le légendaire concierge du stade de Piquessary). | Champion de France de 3e division en 1950 Vainqueur de la Coupe des XV en 1943 |
| Daniel Aragon                  | années 1960    | 3e ligne de combat (gravement blessé par « traître » un coup de pied à la face en 1971 à Lourdes) | Finaliste de 2e division en 1970 |
| Pierre Lassalle                | années 1960    | 2e ligne, capitaine des années 1970, frère de Lucien Lassalle (qui fut un des plus grands Présidents du BS/BTS), entraîna l'équipe 1re (1980), fut également arbitre de rugby. | Finaliste de 2e division en 1970 |
| Albert Champagne               | années 1960    | 2e ligne de devoir qui porta aussi les couleurs de Bayonne. Il n'avait peur de rien sur un terrain. | Finaliste de 2e division en 1970 |
| Jean-Pierre Vergez             | années 1960    | 3e ligne de devoir, fit toute sa carrière au BS (décédé). | Finaliste de 2e division en 1970 |
| Jacques Peyrelongue            | années 1960    | demi d'ouverture, il entraîna l'équipe 1re de 1984 à 1986. | Finaliste de 2e division en 1970 |
| Serge Bié                      | années 1970    | demi de mêlée, il quitta le BS après la finale de 1970. Par la suite il fut l'entraîneur de rugby de l'université de Bordeaux. | Finaliste de 2e Division en 1970 |
| Pierre Darrigue                | années 1970    | joueur (talonneur) puis entraîneur de l'équipe 1re (en 1984 et 1985). | Finaliste de 2e Division en 1970 |
| les Frères Alzuguren           | années 1970    | piliers redoutés à la tenue de mêlée exemplaire. | Finalistes de 2e Division en 1970 |
| Bernard Perez                  | années 1970    | Fils de Manolo Perez, ce 3e ligne aile, au fort tempérament, quitta le BS pour le voisin Bayonnais et termina sa carrière à Capbreton où il fut radié à la suite de l'agression d'un arbitre. Il prit le sifflet pour annuler sa radiation. Prenant beaucoup de plaisir dans cette fonction, il entama une brillante carrière d'arbitre de rugby, puisqu'il officia de nombreuses saisons en 1re Division. Il fut juge de touche lors de la Finale (Toulouse/Castres) en 1995 et arbitra la Finale du Challenge Yves du Manoir 1998 : Toulouse/St Français. | Finaliste de 2e Division en 1970 |
| Alain Calbète                  | années 1970    | centre, fils de Germain Calbète, fut président de la commission de rugby du BS dans les années 1980. | Finaliste de 2e Division en 1970 |
| Arnaud Daragnès                | années 1970    | talonneur aux légendaires moustaches, entraîna l'équipe 1re de 1981 à 1983, puis par la suite entraîna à Tyrosse et aussi au Canada. | |
| Christian Belascain            | années 1970    | centre international (18 sélections de 1977 à 1983 avec 1 essai), formé au BS qui joua par la suite à l'Aviron bayonnais avec lequel il a remporté le Challenge Yves du Manoir (1980) et avec qui il a disputé une finale du Championnat de France (1982 - perdue contre Agen). Décédé à l'âge de 50 ans à la suite d'une rupture d'anévrisme. Une anecdote raconte que lorsque Christian Belascain voulut prendre sa 1re licence de rugbyman, l'Aviron bayonnais, le refusa, prétextant qu'il était trop petit et chétif. Aussi, afin de jouer au rugby, il suivit certains de ses amis et pris sa 1re licence au BS… Quelques années plus tard, sa croissance terminée, Christian Belascain devait avoir le bon gabarit puisque les « sergents recruteurs » de l'AB le firent signer dans le club voisin. Belascain fut 5 fois classé dans les 10 meilleurs centres du Championnat de France de 1re Division, par le Midi olympique : 1er (en 1982 et 1983), 2e (en 1978), 3e (en 1979) et 9e (en 1977) du temps où il jouait à Bayonne. Il fut invité à jouer avec les Barbarians Français, en 1981, contre la Nouvelle-Zélande. | |
| Louis Damestoy                 | années 1970    | dit Bob, centre talentueux qui fit toute sa carrière au BS soit 16 saisons d'affilée étalées sur les années 1960/70/80. Fait d'armes : il marque en 1980, 4 essais dans un même match (contre Bagnères qui était finaliste la saison précédente). Il débuta en 1re à l'âge de 17 ans et prit sa retraite sportive à 33 ans. Par la suite, il entraîna quelques équipes du club et prit du recul avec le rugby. | Trois 16e de Finale de 1re Division |
| Jean-Paul Champres             | années 1970    | 3e ligne, joua également à Bayonne. Par la suite, entraîneur reconnu et excellent pédagogue. Il entraîna Mouguerre (2e Division) avec qui il disputa plusieurs matchs de montées de 1re Division, puis de 1992 à 1994 l'équipe 1re du BTS avec 1 montée et 1 finale de 2e Division en 1994. Président de l'Aviron bayonnais amateur depuis plusieurs années. | Finaliste du Championnat de France de 2e Division avec le BTS en 1994, en tant qu'entraîneur. |
| Philippe Destribats            | années 1970    | arrière, demi d'ouverture et buteur, il fut un excellent joueur malgré un petit gabarit. Fils de Pierre Destribats, l'un des fondateurs de l'école de Rugby du Boucau. Sa carrière professionnelle le mena à Paris où il porta les couleurs du RCF. Par la suite, il joua en 1re Division au Creusot (Bourgogne). Il termine à plus de 50 ans à Villenave-d'Ornon (banlieue de Bordeaux) en Série Régionale. | Champion de France Cadets en 1972 |
| Henry Damestoy                 | années 1970-80 | ailier, buteur et frère de Louis Damestoy. Il n'a connu, lui aussi, qu'un club : le BS. Participa à la conquête du titre de champion de France avec la Nationale B du BS en 1982 mais il se blessa gravement en 1/4 de finale. | Champion de France de Nationale B en 1982 Deux 16e de 1re Division |
| José Foncillas                 | années 1970-80 | arrière de grand talent, malgré un petit gabarit, il cumulait des qualités de relanceur et d'adresse peu communes. Il n'a connu qu'un club le BS/BTS. Entraîneur de différentes équipes du club (dont l'équipe 1re en 1987 puis de 1992 à 1994), il est le Président respecté et reconnu du BTS depuis 2001. Il était remplaçant lors de la finale de 2e Division en 1970 et entraîneur lors de celle de 1994. Il présida, avec dynamisme, les « Old Blacks » l'une des associations des anciens du BS/BTS, dans les années 1990/2000 | Trois 16e de 1re Division 1 Challenge de l'Espérance Finaliste de 2e Division en 1970 Finaliste du Championnat de France de 2e division avec le BTS en 1994, en tant qu'entraîneur                                                                                     |
| Michel Aizpurua                | années 1970-80 | dit poupouce, demi de mêlée teigneux et vrai poisson pilote du pack. Il joua par la suite à Bayonne et Capbreton mais termina sa carrière au BS dont il fut le capitaine. Entraîneur de différentes équipes du club (dont l'équipe 1re en 1991), il ne manque jamais un match de son club. À plus de 40 ans, il joua une dernière saison avec l'équipe Réserve du BTS en 1994 et décrocha en tant qu'entraîneur joueur le titre de Champion de Côte Basque ainsi qu'une participation aux demi-finales du championnat de France de cette catégorie. | Trois 16e de 1re Division 1 Challenge de l'Espérance |
| Christian Jimenez              | années 1970-80 | talonneur respecté, c'était un véritable guerrier sur un terrain qui débuta au poste de 3e ligne aile en équipe 1re. Il porta fièrement le maillot noir dans les années 1970 et 80. Par la suite, il entraîna quelques équipes du club puis les 1res de Mouguerre et Puyoo. Il s'est retiré du monde du rugby. | Deux 16e de 1re Division Champion de France de Nationale B en 1982 |
| Gérard Novion                  | années 1970-80 | 3e ligne aile de devoir, il fit toute sa carrière au BS et entraîna plusieurs équipes du club (cadets, juniors et équipe 2). | Champion de France Cadets en 1972 1 Challenge de l'Espérance |
| Henry Gaye                     | années 1970-80 | pilier Gauche qui joua 18 saisons en 1re de la saison 1975/76 jusqu'en 1993. Il disputa son 1er match en 1re le 21 décembre 1975 à Millau en Championnat de France (perdu 13 à 0). Redouté et respecté, il fut plusieurs fois classé parmi les meilleurs piliers de France de sa génération (il fut classé, par le Midi Olympique, en 1981 et 1982, 10e ex æquo dans le palmarès des Piliers de France). Avec Yanci, il forma le meilleur « attelage » qu'ait connu le club et dont la France du rugby parle encore. Henry Gaye n'a connu que le BS/BTS. Dans son livre Rugby du Sud-Ouest- le dico, Christian Bibal évoque Henry Gaye dans le chapitre qu'il a consacré à Yanci. D'ailleurs avec ce dernier, il estime, que Gaye "formait une première ligne de caractère dans la lignée des grands piliers issus du Pays-Basque, défiant tous leurs adversaires de première division nationale". Pour Bibal, Gaye "qui fut un joueur de devoir n'a jamais connu la consécration qu'il aurait méritée au niveau national, tout simplement pénalisé par sa fidélité à son club... ce qui lui fait honneur". Il n'hésite pas à écrire que Gaye et son compère Yanci, ont été "durant des années, les fondations d'un édifice que les Forgerons ont construit dans le dur, dans la rigueur, sur ce fameux terrain de Piquessary". Pour Bibal, Gaye et Yanci "ont seulement exporté leur talent et leur métier sous les tuniques des sélections, car ils ont toujours choisi de servir, avec cette ferveur et cet altruisme qui font les piliers de devoir, le maillot noir du BS". Enfin, pour Bibal, Gaye et Yanci, ont été "2 hommes redoutables et redoutés, quand la mêlée entière poussait, faisant plier les plus grands spécialistes de l'Hexagone, tels Jean-Pierre Garuet et Michel Cremachi, les 2 Lourdais". Henry Gaye est présent chaque dimanche au match de l'équipe 1re et donne de nombreux coups de main pour les animations du club. C'est un exemple pour les nouvelles générations. son fils joue également pilier. Il est un titulaire indiscutable de l'équipe 1re du BTS, club où il a, lui aussi, été formé. | Champion de France Cadets en 1972 Cinq 16e de 1re Division 3 Challenges de l'Espérance |
| Jean-Michel Yanci              | années 1970-80 | dit le Cube, pilier droit (mais aussi 2e ligne ou plus surprenant 3e ligne centre,.), jouant très jeune en 1re (18 ans) il fut un capitaine respecté et un meneur d'Hommes reconnu. J-M Yanci disputa son 1er match en 1re le 28 décembre 1974 pour une défaite en Challenge Berden contre Mont de Marsan 12 à 9. Son 1er match en Championnat de France eut lieu le 5 janvier 1975, pour la réception de Tulle (victoire 11 à 4). Il joua 14 saisons en 1re de la saison 1974/75 jusqu'en 1989 où il inscrivit 60 points (15 essais) en 1re Division avec le BS/BTS. Véritable force de la nature, J-M Yanci fut plusieurs fois classé parmi les meilleurs piliers de France de sa génération (il fut classé, par le Midi olympique, en 1981, 1982 et 1985, 10e ex-æquo dans le palmarès des Piliers de France). Avec Gaye, il forma le meilleur « attelage » qu'ait connu le club et dont la France du rugby parle encore. N'a connu que le BS/BTS, même s'il faillit signer chez le voisin bayonnais dans les années 1980. Dans son livre Rugby du Sud-Ouest- le dico, Christian Bibal lui consacre un chapitre. Pour lui, Yanci fut "un des meilleurs piliers de sa générations des années 1980... qui a longtemps symbolisé la force des fameux Forgerons du Boucau Stade... avec son compère Henry Gaye, ils formaient une première ligne de caractère dans la lignée des grands piliers issus du Pays-Basque, défiant tous leurs adversaires de première division nationale". Pour Bibal, Yanci "qui fut un joueur de devoir n'a jamais connu la consécration qu'il aurait mérité au niveau national, tout simplement pénalisé par sa fidélité à son club... ce qui lui fait honneur". Il n'hésite pas à écrire qu'Yanci et son compère Gaye, ont été "durant des années, les fondations d'un édifice que les Forgerons ont construit dans le dur, dans la rigueur, sur ce fameux terrain de Piquessary". Pour Bibal, Yanci et Gaye "ont seulement exporté leur talent et leur métier sous les tuniques des sélections, car ils ont toujours choisi de servir, avec cette ferveur et cet altruisme qui font les piliers de devoir, le maillot noir du BS". Enfin, pour Bibal, Yanci et Gaye ont été "2 hommes redoutables et redoutés, quand la mêlée entière poussait, faisant plier les plus grands spécialistes de l'Hexagone, tels Jean-Pierre Garuet et Michel Cremachi, les 2 Lourdais". En 1984, Yanci disputa 2 rencontres sous le maillot des Barbarians Français, contre les Harlequins et contre le Bataillon de Joinville. Jean-Michel s'est retiré du monde du rugby. Son fils (qui joue 3e ligne) porte les couleurs de l'US Mouguerre. | Cinq 16e de 1re Division 2 Challenges de l'Espérance |
| Philippe Dacharry              | années 1970-80 | demi de mêlée, formé au club, c'était un véritable poisson pilote, qui commandait parfaitement ses avants. Il termina sa carrière à l'A.S. Bayonnaise où il retrouva son frère ainé, Michel Dacharry (avec qui il formait une charnière complémentaire). Revenu au BTS, il s'occupa des équipes de jeunes et de la Nationale B, dans les années 1990. Après 2 saisons avec les Juniors du BTS, il s'occupe en 2010 des 3/4 de l'équipe 1re. | Champion de France Cadets en 1972 Champion de France de Nationale B en 1982 Deux 16e de 1re Division 1 Challenge de l'Espérance |
| Michel Dacharry                | années 1970-80 | centre/demi d'ouverture, il est le frère ainé de Philippe Dacharry. Ce joueur fougueux formé au BS joua par la suite à l'AS Bayonnaise. Par la suite, il entama une carrière d'entraîneur au sein du BS/BTS où il s'occupa des juniors (2 participations aux 16e de finale en 1992 et 1993), cadets et de l'équipe 1re (de 1988 à 1989 (avec une montée en 1re Division Groupe A) et et de 1999 à 2002). Il est le responsable technique des équipes seniors du BTS depuis 2009. | Trois 16e de 1re Division 1 Challenge de l'Espérance |
| Jacques Fanen                  | années 1970-80 | centre/demi d'ouverture, ce joueur de caractère était un remarquable plaqueur difficile à passer en 1 contre 1. Il fit l’essentiel de sa carrière au BS/BTS avant de jouer 1 ou 2 saisons à l'ASBayonnaise à plus de 33 ans. | Champion de France cadets en 1972 Trois 16e de 1re Division 1 Challenge de l'Espérance |
| Jean-Luc Apaty                 | années 1970-80 | centre ou ailier, formé au BS, il fut en 1972 Champion de France Cadets. 10 ans plus tard, avec la Nationale B du BS, il décroche un nouveau titre de Champion de France. Par la suite, il signa (en 1983) à Biarritz avec qui il remporta le titre de Champion de France de Nationale B l'année suivante (1984). Revenu au BS, il y terminera sa carrière. | Champion de France Cadets en 1972 Champion de France de Nationale B en 1982 Un 16e de 1re Division |
| Hauciart                       | années 1970-80 | pilier ou talonneur, ce Bayonnais est venu au BS pour gagner du temps de jeu. Malgré un petit gabarit (il compensait son physique moyen par une exceptionnelle technique), il était reconnu par ses pairs même s'il resta dans l'ombre des Yanci et Gaye. Devenu éducateur/entraîneur (au BS puis à Bayonne), il est reconnu comme l'un des meilleurs techniciens de la mêlée. Il intervient à la demande des clubs du comité Côte basque pour prodiguer des conseils et son savoir sur la mêlée. | Un 16e de 1re Division Champion de France avec la Nationale B en 1982 |
| Michel Mays                    | années 1970-80 | ce 3e ligne aile reconverti comme talonneur avait un caractère bien trempé. Malgré un gabarit léger, il ne s'en laissait jamais compter et compensait son manque de poids par une détermination à toute épreuve. Il fut durant quelques semaines entraîneur par intérim (avec Michel Dagy) de l'équipe 1re). | Trois 16e de 1re Division 2 Challenges de l'Espérance |
| Francis Réal                   | années 1970-80 | 2e ligne de devoir, très bon manieur de ballon et dévoreur d'espace joua sur 3 décennies au BS/BTS (de la fin des années 1970 au début des années 1990). Champion de France en 1982 avec la Nationale B du BS, il porta par la suite les couleurs de Biarritz (Champion de France Nationale B en 1984) et de l'ASBayonnaise. Revenu en 1987 dans son club formateur, il y joua jusqu'à 36 ans (1991). Il s'est orienté avec talent et réussite dans la formation. Pédagogue reconnu et respecté, il est à l'origine du renouveau de l'école de rugby du BTS. C'est (en partie) grâce à lui que les Juniors du club ont eu des résultats très positifs au début des années 2000 (il s'est particulièrement occupé des générations qui disputèrent la finale Reichel B en 2000). | Deux 16e de 1re Division Champion de France de Nationale B en 1982 |
| Larrayos                       | années 1970-80 | 3e ligne aile coureur et sauteur, barré à Bayonne par Pétrissans, il trouva au BS un club qui lui permit d'exploiter tout son potentiel. Lui aussi ne craignait personne sur un terrain. | Trois 16e de 1re Division 1 Challenge de l'Espérance Champion de France avec la Nationale B en 1982 |
| Christian Barragué             | années 1970-80 | 3e ligne de combat (qui joua quelques match en 2e ligne), ce guerrier n'avait peur de personne sur un terrain et n'hésitait pas à « mettre la tête, là où certains ne mettaient pas les pieds ». | Quatre 16e de 1re Division 2 Challenge de l'Espérance |
| Gérard Valderrey               | années 1970-80 | ce demi de mêlée « gueulard » venait du football. Sur un terrain, il savait commandait les avants et n'hésitait pas à donner de la voix pour se faire comprendre et entendre. Devenu entraîneur, il dirigea la 1re de 1995 à 1999 et fit remonter le BTS en Nationale 1 en 1998 avec J-M Capdepuy. Par la suite, il entraîna avec réussite l'équipe de Garazi en Fédérale 1. | |
| Millox                         | années 1970-80 | ce pilier formé au club, n'a pas eu la carrière qu'il méritait (n'ayant rien à envier à Yanci et Gaye) mais il prenait le rugby pour un jeu et ne se donna pas tous les moyens pour exploiter ses capacités physiques. | Champion de France Cadets en 1972 Champion de France de Nationale B en 1982 Un 16e de 1re Division 1 Challenge de l'Espérance |
| J-M Dupin                      | années 1970-80 | ailier rapide, aux vifs crochets, il régalait Piquessary lors de ses débordements pleins de fougue. | - 2 Challenges de l'Espérance |
| Philippe Mandin                | années 1970-80 | 2e ligne ou 3e ligne, ce guerrier était redouté par ses adversaires. Sa réputation en fit la cible privilégiait des arbitres quand il jouait au BS... Paradoxalement, lors de sa signature à Dax, il fut moins sanctionné alors que son jeu était toujours aussi « rugueux ». Il termina sa carrière à l'A.S.Bayonnaise avec un titre de Champion de France de 3e Division et une montée en 2e Division. Philippe Mandin avait la particularité de buter. Il fut classé, par le Midi Olympique, en 1983, 10e ex-æquo dans le palmarès des 3e ligne centre de France. | Quatre 16e de 1re Division 1 Challenge de l'Espérance |
| Serge Pascal                   | années 1970-80 | talonneur, il forma avec Yanci et Gaye une des meilleures 1re ligne de France (il fut classé, par le Midi Olympique, 6e en 1985 et 10e ex-æquo en 1986 dans le palmarès des talonneurs de France). Très bon manieur de ballon, il n'était pas rare de le voir aux 4 coins du terrain afin d'apporter le surnombre ou de défendre âprement. | Deux 16e de 1re division 1 Challenge de l'Espérance |
| José Tiburce                   | années 1970-80 | 2e lignede grande taille (pour l'époque) fut Champion de France Cadets en 1972 avec le BS. Il joua par la suite à Toulouse. Il reviendra dans son club formateur et y terminera sa carrière. Il est l'actuel président d'une des associations des Anciens du Clubs (les « Old Blacks ») | Champion de France Cadets en 1972 |
| Jean Condom                    | années 1980    | 2e ligne de devoir, il fut le seul international du formé au BS alors qu'il y était encore licencié. À noter qu'au BS, Jean Condom joua également 3 fois 3e ligne centre lors de la saison 1981/82 (3 fois : 2 fois contre Lourdes (à l'aller et au retour) et 1 fois contre Agen). C'est Arnaud Daragnès qui eut cette idée. Sa 1re sélection, dans le XV de France, fut contre la Roumanie le 31 octobre 1982 (victoire de la Roumanie 13 à 9). La dernière fut le 30 juin 1990 en Australie (victoire de la France 19 à vingt-huit). Il était à l'époque licencié au BO. Entre ces 2 dates, Jean Condom a connu 61 sélections et ses 1,97 mètre pour 110 kg ont joué aux 4 coins du Monde... où il connut 39 victoires, 3 nuls et 19 défaites. Avec l'équipe de France, il n'a jamais joué contre l'Afrique du Sud et l'Italie et a toujours gagné (au moins 1 fois) contre les nations majeures (NZ, Australie, ANG, Argentine, Écosse, Irlande, Galles et Roumanie). D'ailleurs, il n'a jamais perdu contre le Pays de Galles. Jean Condom a joué au BS jusqu'à la saison 1985/86. Il signa par la suite (saison 1986/87) à Biarritz puis termina à Bayonne. Avec le BO, il fut finaliste du Championnat de France en 1992 contre Toulon. Membre du Comité Directeur du BTS. Jean Condom, fut 12 saisons de suite, classé par le Midi olympique, parmi les 10 meilleurs 2e ligne de France : de 1981 à 1986 (quand il jouait au Boucau Stade) puis de 1987 à 1992 (quand il jouait au Biarritz-Olympique). Il fut classé 1er de France, à ce poste, en 1983 (BS), 1984 (BS) et 1985 (BS). 2e en 1982 (BS), 4e en 1986 (BS), 6e en 1989 (BO), 7e en 1987 (BO), 1988 (BO) et 1992 (BO), 8e en 1990 (BO) et 10e en 1981 (BS) et 1991 (BO). Jean Condom a disputé plusieurs rencontres avec les Barbarians Français. D'abord en 1983 (contre l'Australie), puis en 1986 (contre l'Écosse), en 1992 (contre l'Afrique du Sud) et en 1994 lors d'une tournée en Australie puis contre les Barbarians Britanniques. | Trois 16e de 1re Division 3 Challenges de l'Espérance |
| Pierre Teillagorry             | années 1980    | centre/arrière ou demi d'ouverture, ce joueur polyvalent était un redoutable buteur (jusqu'au 35 mètre). Venu de Bayonne, il trouva du temps de jeu et un reconnaissance en signant au BS marquant 338 points (en championnat) en 4 saisons au BS. | Champion de France avec la Nationale B du BS en 1982 Trois 16e de Finale de 1re Division 1 Challenge de l'Espérance |
| Jean Claude - Caco - Sanglar   | années 1980    | cet ailier tonique et rapide, véritable boule de nerf, était difficile à arrêter. | Champion de France de Nationale B en 1982 Deux 16e de 1re Division 1 Challenge de l'Espérance |
| Didier Pouyau                  | années 1980    | demi d'ouverture/arrière, ce virvoltant joueur était un relanceur hors pair qui n'hésitait pas à attaquer depuis son en-but pour porter le danger dans le camp adverse. Bon buteur, c'était un joueur complet qui en 1987, signa au RCF, à la suite d'une mutation professionnelle en Région parisienne. Il fut finaliste, la 1re saison (1987) puis remporta le Championnat de France avec le club parisien en 1990 (devant Agen). Revenu dans le Pays basque, il signa d'abord à Bayonne puis en 1995 il termina sa carrière dans son club formateur le BS/BTS. Par la suite, il entama une carrière d'entraîneur, d'abord auprès des équipes de jeunes du club, puis en 2003, avec la 1re. Un grave accident de la route, l'obligea à prendre du recul mais de 2007 à 2008 il dirigea à nouveau l'équipe 1re du BTS. Fidèle à ses préceptes de jeu, il a toujours prôné un jeu basé sur le mouvement, le risque et la relance. À noter qu'il fut 5 fois classé dans les 10 meilleurs ouvreurs du Championnat de France de 1re Division, par le Midi Olympique : 10e (en 1985 et 1988), 5e (en 1990), 2e (en 1991) et 7e (en 1992). | Finaliste de la Coupe Coulon 1/4 Finaliste du Championnat de France Cadets en 1978 Trois 16e de Finale de 1re Division 2 Challenges de l'Espérance |
| Pierre Peytavin                | années 1980    | centre/ailier « racé », ce joueur de tempérament aliait le physique et une technique au-dessus de la moyenne. Il débuta très tôt en 1re, à 17 ans le 31 décembre 1978, lors d'une victoire 12 à 10 contre Dax où il marqua 1 essai et fut rapidement sollicité par le club voisin de Bayonne. Aussi, en 1984, il signa chez eux pour il y terminer sa carrière (au grand désespoir de certains supporters Boucalais, qui espéraient le voir porter une dernière fois le maillot NOIR). Durant ses 5 saisons en équipe 1re du Boucau Stade, Pierre Peytavin inscrira 48 points soit 12 essais. À noter qu'il fut 4 fois classé dans les 10 meilleurs centre ou ailier du Championnat de France de 1re Division, par le Midi Olympique : 6e ailier (en 1988), 5e ailier (en 1984), 3e ailier (en 1985) et 10e centre (en 1986). | Finaliste de la Coupe Coulon 1/4 finaliste du Championnat de France Cadets en 1978 deux 16e de 1re Division 2 Challenges de l'Espérance |
| Jean Peytavin                  | années 1980    | Frère cadet de Pierre Peytavin, ce ailier était un redoutable finisseur doté d'une extraordinaire pointe de vitesse. Son physique fragile ne lui a pas permis d'exploiter au mieux ses qualités rugbystiques. En 1987, il rejoint son frère à Bayonne et y terminera sa carrière. | Un 16e de finale du Championnat de France 1 Challenge de l'Espérance |
| Gilles Larrieste               | années 1980    | cet arrière très technique commença par le football avant de signer à l'A.S.Bayonne. Arrivé au BS en 1981, il s'imposa comme un titulaire indiscutable, aussi sûr sur les chandelles que lors de relances dont il avait le secret. En 1988, il signa pour le club de Cambo, où il termina sa carrière après avoir disputé plusieurs matchs de montée en 3e Division, hélas tous perdus. Par la suite, il s'investira dans la formation à Bayonne en encadrant plusieurs équipes de jeunes. | Trois 16e de 1re Division 1 Challenge de l'Espérance |
| Jean-Paul Betbeder             | années 1980    | ce centre physique débuta en 1re en 1981 au poste d'ailier. Très vite ses qualités lui ont permis de s'imposer comme un 3/4 centre, bon défenseur, n'hésitant pas à apporter le surnombre. En 1991, il signa à Capbreton où il termina sa carrière. Il a entraîné les Juniors Balandrades, du club, en 2009 et 2010, après avoir mené les Cadets Teulière en 1/4 de Finale du Championnat de France en 2008. | Finaliste de la Coupe Coulon 1/4 Finaliste du Championnat de France Cadets en 1978 Deux 16e de 1re Division 1 Challenge de l'Espérance |
| Jacques Rouet                  | années 1980    | ce 3e ligne aile sauteur et technique touva au BS du temps de jeu, ce que son club de Bayonne ne lui donnait pas. Par la suite il signa à l'ASBayonne où il débuta une carrière d'entraîneur/joueur. En 1988, il est revenu au BS pour entraîner l'équipe 1re jusqu'en 1989 où il permit au club de revenir (une dernière fois) en 1re Division Groupe A. Il entraîna à nouveau le BTS en 2000 après avoir entraîné avec succès les juniors du club (2 qualifications en 16e de finale du Championnat de France en 1992 et 1993). | Un 16e de Finale du Championnat de France 1 Challenge de l'Espérance Champion de France de Nationale B en 1982 |
| Jean-Jacques Convert           | années 1980    | ce 2e ligne de fort tonnage (2 mètres et + 120 kg), est venu au rugby après une carrière au Basket (Elan Bearnais d'Orthez). | 1 Challenge de l'Espérance |
| Jean-Baptiste Saldubéhère      | années 1980    | ce 3e ligne aile au gabarit modeste était un véritable lion sur un terrain. Sa grosse activité, autour des regroupements mais aussi en soutien des 3/4, en faisait un défenseur intraitable. | Champion de France de Nationale B en 1982 1 Challenge de l'Espérance |
| Denis Lesca                    | années 1980    | cet arrière/ailier physique était doté d'un « gros coup de botte ». Aussi, il s'essaya (avec plus ou moins de réussite) au rôle de buteur. En 1991, à la suite d'une mutation professionnelle, il quitta le BTS pour la Région Parisienne où il s'investit dans le club de Brétigny (en tant que joueur/entraîneur). Il fera monter ce club en 3e Division puis redescendra dans sa région natale à la fin des années 1990. S'investissant d'abord à Ondres (en série Régionale), il revient au BTS en 2000 pour s'occuper des Juniors Reichel B qu'il emmène en Finale. Par la suite, il entraînera l'équipe 1re du BTS en 2004. Depuis 2009, il s'occupe, avec Patrick Errecart, du club de Ondres en 3e Division Fédérale. | Finaliste de la Coupe Coulon 1/4 Finaliste du Championnat de France Cadets en 1978 Deux 16e de 1re Division Champion de France avec la Nationale B en 1982 Finaliste Reichel B, en tant qu'entraîneur en 2000                                                          |
| Didier Lissart                 | années 1980    | ce demi de mêlée « tignoux » était un remarquable défenseur. Une blessure (récurrente) à l'épaule pénalisa sa carrière, ce qui l'empêcha d'exploiter au maximum ses capacités. | Champion de France de Nationale B en 1982 1 Challenge de l'Espérance |
| Lartigue                       | années 1980    | ce centre/ailier venu de Bayonne s'imposa comme un joueur polyvalent puisqu'il pouvait aussi jouer arrière. Remarquable technicien, il mettait son physique au service du jeu en cherchant plus l'évitement que l'affrontement. Il quitta le BS pour terminer sa carrière dans son club formateur l'Aviron bayonnais. | Un 16e de Finale de 1re Division 2 Challenges de l'Espérance |
| Bernard Lapébie                | années 1980    | ce centre fut Champion de France de Nationale B en 1982, alors qu'il n'était que Junior. Ce joueur au petit gabarit compensait sur le terrain par une grosse activité et beaucoup de dynamisme. Toujours bien placé, il était difficile à prendre en défaut. Sa carrière de joueur terminée, il se mit à la disposition de son club pour encadrer les équipes de jeunes. Cet épicurien, bon vivant, et talentueux écrivain à ses heures, est actuellement adjoint au maire de la Commune de Tarnos, chargé des sports et de la jeunesse. | Champion de France de Nationale B en 1982 1 Challenge de l'Espérance |
| André Pourteau                 | années 1980    | Surnommé Dédé, cet ailier à la très bonne technique et toujours jovial était un équipier modèle. Pas très rapide, il compensait par son placement et un certain sens de l'anticipation. Arrivé de Bayonne en 1985, il joua jusqu'en 1991 en 1re, mais plusieurs blessures ne lui permirent pas d'effectuer des saisons pleines (comme celle de 1985). | Un 16e de Finale de 1re Division en 1985. |
| Bruno Corroy                   | années 1980    | 3e ligne au gabarit modeste mais à la grosse présente sur le terrain, il débuta en 1re alors qu'il était encore junior en 1985. En 1987, il signa chez le voisin Bayonnais mais n'arriva pas à s'imposer dans ce club. 2 fois Champion de France avec l'équipe no 3 de Bayonne (la Réserve) en 1988 et 1989. Il participa à la qualification pour un 16e de Finale du Championnat de France en 1985. | |
| Lefevbre                       | années 1980    | Venu du BEC, ce 3e ligne aile longiligne et très mobile forma une 3e ligne très complémentaire avec Lambert en 1986. Puissant et infatigable, il parcourait un nombre indéfini de kilomètres ce qui lui permettait de se « démultiplier » sur un terrain de rugby. En 1988, il rejoint Saint-Jean-de-Luz où il disputa quelques saisons avant de signer à Mérignac puis de disparaître du paysage rugbystique. | |
| Lambert                        | années 1980    | ce 3e ligne aile puissant débuta en 1re juste à la sortie des juniors en 1986. Il s'imposa comme un redoutable plaqueur, mais aussi, marqueur d'essai. Ainsi, cette saison-là, il inscrivit 2 des 5 essais lors de la victoire sur Narbonne 22 à 7. Recruté par Bayonne en 1988, il ne s'imposa pas dans le club voisin et mit très rapidement un terme à sa carrière pour se consacrer à son commerce de journaux. | |
| Erdocio                        | années 1980    | ce 3e ligne aile dévoreur d'espace et très physique est arrivée de Biarritz. Reconnaissable grâce à ca chevelure blonde, il ne faisait pas de bruit mais était très présent sur un terrain. | Un 16e de 1re Division 1 Challenge de l'Espérance |
| Jacques Sallaberry             | années 1980-90 | ce talonneur (qui pouvait jouer pilier) fut formé au BS avec qui il fut Champion de France Cadet en 1972. Dur au mal, il forma avec Yanci et Gaye, une 1re lignre redouté et très technique. Il fit plusieurs aller/retour avec le Club de St Palais (commune d'où il était originaire), mais termina sa carrière au BTS en 1991 à 36 ans. Décédé subitement vers 40 ans. | Champion de France Cadet en 1972 un 16e de 1re Division 1 Challenge de l'Espérance |
| Jean-Luc Fabre                 | années 1980-90 | ce 2e ligne fut formé au BS avec qui il remporta la Coupe Campagnole en 1975 (Cadet). très vite il signa chez le voisin Bayonnais et n'est revenu au BS qu'en 1986 où il termina sa carrière à 32 ans en 1992 | une Coupe Campagnole en Cadet (1975) |
| Yves Condom                    | années 1980-90 | jeune frère de Jean Condom, ce 3e ligne aile complet (coureur et sauteur) fit toute sa carrière au BS | |
| Majesté                        | années 1980-90 | Surnommé « Mac2 » ce centre talentueux et élégant fut formé au BS. De la génération, des Lambert/Lefevre, il débuta en 1re en 1986. Hélas, une mutation professionnelle à Bordeaux, ne lui a pas permis de continuer la pratique du Rugby au BS/BTS, club qu'il quitta en 1991 pour Mérignac puis le SBUC. « Festaïre » convaincu, il ne manque ni les Fêtes de Bayonne, ni les Encierro des Fêtes de Pampelune où il aime courir avec les taureaux dans les rues de la ville. | |
| Patrick Errecart               | années 1980-90 | ce pilier (surnommé « Patiock ») fut longtemps dans l'ombre de ses partenaires Yanci et Gaye. Excellent technicien, très bon manieur de ballon et très mobile, il dut attendre les années 1990 pour être enfin reconnu à sa juste valeur. N'ayant connu que le maillot NOIR en tant que joueur, il a un très beau palmarès au niveau du BS/BTS dont un Challenge de l'Espérance et un Titre de Champion de France de Nationale B, chaque fois en tant que remplaçant. Sa carrière de joueur terminée, il commença avec brio, celle d'entraîneur puisqu'il décrocha le titre de Champion de France de Fédérale B en 2007 avec son équipe. De 2009 à 2010, il a entraîné, avec Denis Lesca, le club d'Ondres en 3e Division Fédérale décrochant, chaque fois le maintien, avec son équipe. Depuis 2011, il entraîne les Juniors de Peyrehorade où il réside désormais. | Finaliste de la Coupe Coulon 1/4 Finaliste du Championnat de France Cadets en 1978 Champion de France de Nationale B en 1982 un 16e de 1re Division 1 Challenge de l'Espérance Finaliste de 2e Division en 1994 Champion de France de Fédérale B en tant qu'entraîneur |
| Didier Sallaber                | années 1980-90 | cet ailier longiligne, excellent finisseur et aux jambes de feu, ne fit qu'une saison en 1re (1984) où il participa à 1 Finale du Challenge de l'Espérance gagnée. Très vite remarqué par le voisin Bayonnais, il y signa la saison suivant (juillet 1984) pour y faire l'essentiel de sa carrière. Au début des années 1990(en 1991), il signa à Lyon (LOU) où il fut Champion de France de 2e Division en 1992.en 1994 il signa a Bourgoin-Jallieu atteignant la demi-finale en 1995 contre le stade toulousain. En 1996, il est revenu dans son club formateur (BTS) afin de « boucler la boucle » et de jouer une dernière saison sous le maillot NOIR, en Fédérale 2..il fut international A' en 1989 contre l’Italie.il fut plusieurs fois sélectionné avec l’équipe de Côte basque et participa a la tournée au Zimbabwe en 1988. | 1 Challenge de l'Espérance |
| Jean-Michel Labat              | années 1980-90 | ce formidable demi de mêlée, technique et tout en feinte, s'imposa rapidement derrière le pack du BS au début des années 1980. Promu capitaine de la Côte basque, il ne résista pas aux recruteur de Bayonne où il signe en 1988. Il ne s'imposa jamais dans ce club et en 1992 est revenu dans son club formateur afin de participer à la remontée du club en 1re Division. Par la suite il s'investit auprès des équipes de jeunes du BTS, mais très vite il s'adonna à sa 2e passion : la Pelote Basque. Il est actuellement éducateur à l'école de Rugby du BTS. À noter qu'il fut 1 fois classé dans les 10 meilleurs demi de mêlée du Championnat de France de 1re Division, par le Midi Olympique : 10e(en 1987) quand il jouait au BS. | Finaliste de la Coupe Coulon 1/4 Finaliste du Championnat de France Cadets en 1978 un 16e de 1re Division 1 Challenges de l'Espérance Finaliste de 2e Division en 1994                                                                                                 |
| Yves Dupin                     | années 1980-90 | ce 2e ligne puissant n'avait peur de rien sur un terrain. Aussi bon pousseur que sauteur, il savait se faire respecter tout en utilisant sa puissance physique. Hélas, une grave blessure à un genou, l'empêcha d'avoir la carrière que ces débuts en 1re laissaient supposer (on le désigna comme le « futur Condom »). En 1994, il rechaussa les crampons en équipe Réserve (la 3e du club) et participa activement au titre de Champion de Côte basque et à un parcours en Championnat de France exceptionnel puisqu'il se termina en demi-finale, ce qui lui a permis de rajouter quelques ligne à un palmarès bien fourni. Il est actuellement, un dirigeant actif du BTS. C'est un exemple à suivre pour les jeunes génération quant à son investissement dans son club de toujours. | Un 16e de 1re Division 1 Challenge de l'Espérance Champion de Côte basque avec la Réserve du BTS en 1994 |
| Michel Lassalle                | années 1980-90 | ce remarquable joueur est le fils de l'emblématique Président Lucien Lassalle. Il fut toujours surclassé en équipe de jeune, commença en 1re au poste de 3e ligne centre (alors qu'il n'était encore que junior). Au fil des saisons, il se stabilisa en 2e ligne où il fut un capitaine écouté et respecté. Il a tout connu au BS/BTS : du plus haut (le Groupe A de 1re Division et participation un 16e de Finale du Championnat de France et à 1 Finale du Challenge de l'Espérance gagnée) mais aussi le plus bas (avec une descente en 2e Division). Capitaine, lors des 3 saisons dans cette division inférieure (avec une Finale perdue en 1994), il savait galvaniser ses troupes lors de discours d'avant match aussi poignant que mobilisateur. Ce meneur d'Homme de caractère, respecté et écouté, a mis un terme à sa carrière, en juin 1994, à la suite d'un différend avec la nouvelle direction du club de l'époque. Il est actuellement éducateur à l'École de Rugby du BTS. À noter qu'il fut 1 fois classé dans les 10 meilleurs 3e ligne centre du Championnat de France de 1re Division, par le Midi Olympique : 10e centre (en 1985). | Un 16e de Finale du Championnat de France 1 Challenge de l'Espérance Finaliste du Championnat de France de 2e Division en 1994 |
| Bernard Lassalle               | années 1980-90 | ce demi d'ouverture, buteur a débuté très tôt en 1re (il était encore junior). Il est le frère cadet de Michel Lassalle et le fils de l'emblématique Président, Lucien Lassalle. Il a tout connu, lui aussi, au BS/BTS : du plus haut (le Groupe A de 1re Division (en participant activement à la qualification pour le 16e de Finale du Championnat de France en 1985)) mais aussi le plus bas (avec une descente en 2e Division). Durant la saison 1994, son retour en équipe 1re permis au BTS de remporter des victoires importantes (Bizanos, Morlaàs et Bayonne) dans l'optique de la 1re place et de la qualification). Aussi, même s'il ne fut pas l'un des acteurs de la Finale de 2e Division en 1994, il participa activement au parcours de son équipe. | |
| Thierry Arnoux                 | années 1980-90 | cet ailier/arrière doté d'un beau coup de pied, fut l'un des buteurs attitrés du BTS à la fin des années 1980. Rapide, il était également un bon finisseur ce qui lui permettait (quand il jouait arrière) de s'intercaler pour créer le surnombre et être souvent décisif. Il débuta en 1re en 1987 alors qu'il était encore junior, au poste d'ailier. Il mit un terme à sa carrière, en 1993 (à 26 ans) à la suite d'une grave blessure (triple fracture des apophyses) lors d'un match contre Arudy. Il s'occupe des juniors du BTS. | |
| Samuel Dylbaytis               | années 2000    | 3e ligne élancé, coureur/sauteur, il est très présent dans le jeu, malgré un gabarit modeste. Il a fait toute sa carrière dans son club formateur. Joueur écouté et respecté (il a longtemps été le capitaine de l'équipe 1re) il est un exemple de sacrifice sur un terrain où il n'est pas rare de le voir « au four et au moulin ». | Finaliste Reichel B en 2000 Finaliste Essor en 2007 |
| Emmanuel (dit « Manu ») Ménieu | années 2000    | International B et A'. pilier révélé au SBUC, il signa en 1994 à l'A.S.Montferrand (avec qui il disputa 2 Finales du championnat de France de 1re Division en 1994 et 1999 (perdues les 2 contre Toulouse). En 2001, il signe au BO (avec qui il devient Champion de France en de 1re Division en 2002 (victoire sur Agen)). En 2006, il signe en ProD2 à Dax pour 2 saisons. En 2009, le BTS le sollicite (par l'intermédiaire de son ami J. Foncillas) afin qu'il encadre la jeune équipe en Fédérale 1. Son sérieux et son dévouement sur le terrain en fera un des « papas » du pack. À la fin de la saison 2009/10, il met un terme à sa carrière et devient l'entraîneur de l'équipe 2 du BTS (la fédérale B). Sollicité à nouveau pour encadrer l'équipe 1re du BTS en fédérale 2, il est sorti de sa retraite, en 2010, et a rechaussé les crampons lors du match de Gimont. | |
| Vincent Lesca                  | années 2000    | Cet arrière a joué pour le BTS pendant de nombreuses années avant de partir en 2010 pour Tyrosse en Fédérale 1 (où il s'est imposé comme l'un des meilleurs joueurs de l'équipe). Venant du Football, il a hésité entre les 2 sports pour choisir finalement le rugby. Il rentre dans la catégorie des joueurs emblématiques du BTS pour sa fidélité au cours de très nombreuses années à son club formateur mais aussi pour ses qualités de relanceur et de sureté sur les chandelles adverses. Pour beaucoup, il a été le meilleur arrière du club durant les années 2000. | Vainqueur du challenge Aquitaine en Reichel B |
| Juan                           | années 2000    | Malgré un petit gabarit, ce pilier avait beaucoup d'activité sur un terrain. Sa tenue en mêlée exemplaire en faisait un sacré client. Agressé par un joueur de Nice (une fourchette (doigts dans les yeux)), lors de la saison 2008/2009, il a perdu un œil et a été obligé de mettre un terme à sa carrière avant ses 30 ans. | |
| Xabi Hausséguy                 | années 2000    | demi de mêlée fluet, il n'en demeure pas moins un excellent organisateur sur le terrain qui sait commander à ses avant tout en organisant le jeu via ses 3/4. Attaché à son club formateur (il joue au BTS depuis l'école de rugby où il a remporté plusieurs tournois avec les équipes de jeunes), il forme avec son « compère » Capdupuy, une charnière complémentaire se trouvant les yeux fermés sur le terrain. | Finaliste Reichel B en 2000 |
| Capdupuy                       | années 2000    | demi d'ouverture au gabarit modeste mais redoutable défenseur doté d'un excellent jeu au pied. De plus, disposant d'une excellente vision de jeu, il peut jouer centre. Seul, lui manque la régularité dans l'exercice des tirs au but pour devenir un grand buteur. Attaché à son club formateur (il joue au BTS depuis l'école de rugby où il a remporté plusieurs tournois avec les équipes de jeunes), il forme avec son « compère » Hausséguy, une charnière complémentaire se trouvant les yeux fermés sur le terrain. | Finaliste Reichel B en 2000 Finaliste Essor en 2007 |
| Benat Abad                     | années 2000    | centre formé à Bardos (Finaliste Phliponeau) et passé par les Espoirs de l'AB. Technique et rapide, il a su très rapidement s'insérer dans le collectif Boucalo-Tarnosien, pour en devenir un élément important. Particularité, Abad joue avec les chaussettes baissées et les poignets bandés. | |
| Ludovic Tauziet                | années 2000    | Frère ainé de Christophe Tauziet, ce 2e ligne de caractère, il sait se faire respecter sur un terrain. « Mettant les mains là où certains ne mettraient pas les pieds », il est un élément important pour le rendement du pack « Noir » en s'attelant aux taches que l'on appelle « obscures ». Formé au club, il a joué à ses débuts 3e ligne avant de se stabiliser dans « la cage » et devenir un 2e ligne incontournable du collectif « Forgeron ». | Finaliste Essor en 2007 |
| Christophe Tauziet             | années 2000    | Frère cadet de Ludovic Tauziet, ce 3e ligne aile de caractère, peut aussi jouer 2e ligne. Doté d'un plaquage dévastateur, il n'est pas rare de le voir « exploser » certains de ses adversaires lors de contact rugueux. Pour franchir un cap, il ne lui manque qu'à canaliser son jeu afin de ne plus collectionner les cartons jaunes lors de ses matchs. Lui aussi a été formé au BTS, où il a joué dans toutes les équipes de jeunes du club. | |
| Lasseron                       | années 2000    | ailierrapide, excellent finisseur et relanceur, il fit rapidement penser (aux anciens supporters) à Didier Sallaber avec qui il a une ressemblance dans son jeu. Formé au club, il a joué dans toutes les équipes de jeunes du BTS. | Finaliste Essor en 2007 |
| Derive                         | années 2000    | arrière de formation, il a su se révéler un ailier rapide et efficace. Formé au club, il a joué dans toutes les équipes de jeunes du BTS. | Finaliste Reichel B en 2000 |

## Joueurs internationaux formés au club
Tout au long de son histoire, le Boucau Tarnos Stade a formé et compté de grands joueurs qui ont connu également l'honneur d'être internationaux. En effet, de cette pépinière reconnue sont sortis depuis sa création neuf internationaux A, six internationaux A', huit internationaux B, deux Internationaux espoir, 16 internationaux juniors, six internationaux universitaires, deux internationaux de rugby à sept et quatre internationaux de rugby à XIII.
Retrouvez, ci-dessous, cette longue liste.

### Internationaux
| Joueur                | no de carte d'international | Période   | Sélections | Clubs                                            | Poste                | Commentaire |
| Jean Castets          | 161                         | 1923      | 3          | RC Toulon                                        | Deuxième ligne       | Les Gallois le surnomment le Marin géant |
| Jean Etcheberry       | 162                         | 1923-1927 | 16         | Rochefort CS Vienne                              | Troisième ligne aile | Surnommé le Roi Jean, il participe aux Jeux olympiques d'été de 1924                                                                           |
| Georges Daudignon     | 231                         | 1928      | 1          | Stade français                                   | Demi de mêlée        | |
| Jean Duhau            | 239                         | 1928-1933 | 7          | Stade bordelais Stade français                   | Pilier droit         | International et entraîneur à XIII à Roanne, Bordeaux et Marseille                                                                             |
| Félix Bergèze         | 309                         | 1936-1938 | 18         | Aviron bayonnais                                 | Centre               | International à XIII à Carcassonne |
| Robert Baulon         | 435                         | 1954-1957 | 18         | Aviron bayonnais Stade montois                   | Troisième ligne aile | Il a aussi joué deuxième ligne et troisième ligne centre. Il est décédé en janvier 2011.                                                       |
| Jean-Baptiste Amestoy | 539                         | 1964      | 2          | Stade montois                                    | Pilier               | Champion de France scolaire en lutte gréco-romaine                                                                                             |
| Christian Bélascain   | 679                         | 1977-1983 | 18         | Aviron bayonnais                                 | Centre               | Il est décédé en 2004 |
| Jean Condom           | 725                         | 1982-1990 | 62         | Boucau Stade Biarritz olympique Aviron bayonnais | Deuxième ligne       | Avec l'équipe de France, il n'a jamais joué contre l'Afrique du Sud et l'Italie et a gagné au moins 1 fois contre les autres nations majeures. |

### Internationaux dans les autres équipe de France
| Joueur              | Club du joueur au moment de la sélection | France A' | France B | Espoirs' | Rugby à sept | Juniors      | Scolaires et universitaires |
| Yanci Jean-Michel   | Boucau Stade                             | X         | X        | X        |              |              |                             |
| Gaye Henry          | Boucau Stade                             | X         |          |          |              | X            |                             |
| Jean Condom         | Boucau Stade                             | X         |          |          |              | X            |                             |
| Peytavin Pierre     | Boucau Stade                             | X         |          |          |              |              |                             |
| Pouyau Didier       | Racing club de France                    | X         | X        |          |              |              |                             |
| Philippe Destribats | Boucau Stade                             |           |          |          |              | X            |                             |
| Lataste Michel      | Aviron bayonnais                         |           | X        |          |              | X            |                             |
| Georges Lafourcade  | Bègles-Bordeaux                          |           | X        |          |              |              |                             |
| Merlaud Joël        | Boucau Stade                             |           |          |          |              | X            |                             |
| Christian Bélascain | Aviron bayonnais                         |           | X        |          |              |              |                             |
| Robert Baulon       | Boucau Stade                             |           | X        |          |              | X            |                             |
| Bié Serge           | Boucau Stade                             |           | X        |          |              |              |                             |
| Mathieu Acébes      | Biarritz olympique, FC Auch              |           |          |          | X (Auch)     | X (Biarritz) |                             |
| Franck Corrihons    | FC Grenoble                              | X         |          | X        |              |              |                             |
| Laurent Michel      | Biarritz olympique                       |           | X        |          |              |              |                             |
| José Tiburce        | Boucau Stade                             |           |          | X        |              | X            |                             |
| Franck Anglade      | Stade Montois                            |           |          |          |              | X            |                             |
| Maurice Barragué    | Boucau Tarnos Stade                      |           |          |          |              | X            | X                           |
| Franck Ado          | Boucau Stade                             |           |          |          |              |              | X                           |
| Michel Lassalle     | Boucau Stade                             |           |          |          |              |              | X                           |
| Peyo Urcelay        | Boucau Tarnos Stade                      |           |          |          |              |              | X                           |
| Jean-Paul Bertin    | Boucau Tarnos Stade                      |           |          |          |              |              | X                           |
| Denis Lourtet       | Boucau Stade                             |           |          |          |              |              | X                           |
| Fabre Jean-Luc      | Boucau Stade                             |           |          |          |              | X            |                             |
| Pierre Larroudé     | Boucau Stade                             |           |          |          |              | X            |                             |
| Jean Lassus         | Boucau Stade                             |           |          |          |              | X            |                             |
| Philippe Mandin     | Boucau Stade                             |           |          |          |              | X            |                             |
| Francis Réal        | Boucau Stade                             |           |          |          |              | X            |                             |
| Franck Lopez        | Boucau Stade                             |           |          |          |              | X            |                             |
| Jean-Marc Chevrier  | Boucau Tarnos Stade                      |           |          |          |              | X            |                             |

### Internationaux à XIII
- Félix Bergèse
- Germain Calbète
- Jean Duhau
- Martin Martin
- Henri Sanz